# Folgen der globalen Erwärmung für den Weinbau
Zu den Folgen der globalen Erwärmung gehört auch eine veränderte Pflanzenentwicklung. Die Rebe als wärmeliebende Pflanze ist davon betroffen. Die Folgen der globalen Erwärmung auf den Weinbau können sich positiv oder negativ und dabei regional unterschiedlich auswirken.
Sonnenstrahlung, Wasser, Boden (Mineralstoffe) und Lage (Exposition) stellen die räumliche Umwelt der Rebe dar. Wie jede Kulturpflanze verlangt die Weinrebe spezielle klimatische Bedingungen. Sie stellt einerseits hohe klimatische Anforderungen, besitzt jedoch, je nach Sorte und Unterlage unterschiedlich, ein gutes Anpassungsvermögen an sich verändernde Verhältnisse. So besitzen manche Sorten ein breites Anbauspektrum und andere, meist autochthone Sorten, ein enges. Anders ausgedrückt: diese Sorten haben sich unter spezifischen Bedingungen des Terroirs langsam entwickelt und auf diese Verhältnisse eingestellt, damit sie ihre gebietstypische Weinqualität entwickeln können. Gerade auf diese Sorten kann sich die globale Erwärmung sehr negativ auswirken.
Witterungsschwankungen wirken sich auf die Menge und Qualität des Weines aus. Darum ergeben sich typische Jahrgangsunterschiede. Die bereits erfolgte, wie die zu erwartende weitere globale Erwärmung haben Auswirkungen auf Entwicklung, Vegetationsdauer, Rebsortenspektrum, Ertragsmenge, Traubenqualität, Beereninhaltsstoffe, Laubarbeit, Ertragsregulierung, Bodenpflege, Pflanzenschutzmaßnahmen, Auftreten neuer Schadorganismen und der Traubenverarbeitung. Sowohl positive wie negative Folgen sind bereits eingetreten und weiter zu erwarten.

## Auswirkungen der globalen Erwärmung
Der größte Effekt des globalen Klimawandels geht vom Temperaturanstieg aus, welcher sich in den nördlichen Weinbauregionen von Europa bislang vorteilhaft auf die Reife ausgewirkt hat. Die Temperatur bestimmt im Wesentlichen mit einer Reihe von anderen Faktoren die Entwicklung der Rebe.

## Phänologische Entwicklung
Steigende Temperaturen beschleunigen das Wachstum, sinkende Temperaturen verzögern es. Milde Winter, ein warmes Frühjahr und heiße Sommer beschleunigen die phänologische Entwicklung. Die Entwicklung kann man mit Temperatursummen beschreiben. Die mittlere Wärmesumme pro Tag liegt 2010 um 1,5 °C höher als 1950. Diese zusätzliche Wärmesumme beschleunigte die Entwicklung um mindestens 14 Tage. Die Vorverlagerung der Entwicklung zeigt sich in der Zeit von April bis Juni und Juli bis August besonders deutlich. Szenarien lassen einen weiteren Anstieg der Wärmesumme erwarten.

### Austrieb, Vegetationsdauer
Durch die globale Erwärmung wird die Vegetationszeit für Pflanzen, damit auch der Rebe, verlängert. Beobachtungen bei der Sorte Riesling in Geisenheim zeigen, dass der Austrieb im Vergleich zum Durchschnitt der letzten 40 Jahre (ab 1970) heute um 5 Tage früher beginnt. Bei dem zu erwartenden Temperaturanstieg um 2 °C in den nächsten 50 Jahren wird sich dieser Trend fortsetzen. In Veitshöchheim bei Würzburg beobachtet man heute einen um 8 Tage früheren Austrieb bei der Sorte Müller-Thurgau. Damit steht ihr ein längerer Zeitraum für Wachstum und Entwicklung zur Verfügung. Die Aufzeichnungen bei der Sorte Müller-Thurgau zeigen jedoch, dass diese Sorte ihre Vegetationsdauer minimal im Zeitraum 1988–2002 nur um etwa 5 Tage, auf 158 Tage verringert hat. Müller-Thurgau nutzt also nicht die verlängerte Vegetationszeit für weitere Zuckereinlagerung in die Beeren, sondern schließt die Traubenreife mit dem Erreichen eines bestimmten Reifezustandes ab. Später reifende Sorten wie Silvaner, Grüner Veltliner, die Burgundersorten und Riesling können die verlängerte Vegetationszeit besser nutzen.

### Rebblüte
Die Rebe reagiert in der Zeit vom Austrieb bis zur Rebblüte besonders auf den Temperaturverlauf im Monat Mai mit der Entwicklung der Trieb- und Blattfläche. Je nach Witterungsverlauf kommt es zu einem früheren oder späteren Rebblütenbeginn. Der ist nicht abhängig vom Austrieb der Reben. Die Temperatur hat daneben großen Einfluss auf den Befruchtungsvorgang und die Dauer der Rebblüte. Mit Blühende beginnt die Beerenentwicklung, deren Zeitpunkt für die Lesereife entscheidend ist. Diese Beziehungen ergeben sich aus den Aufzeichnungen der Rebblüte, im Zeitraum von 1965 bis 2011 am Standort Krems an der Donau (48° 24′ 39″ N, 15° 36′ 37″ O), und auch die Analyse an einer über 50-jährigen phänologischen Reihe bei der Sorte Riesling in Geisenheim/Rheingau (49° 59′ 4″ N, 7° 58′ 2″ O). Deutlich ist die Vorverlagerung der Rebblüte am Standort Krems im Monat Juni um ca. 11–14 Tage gegeben.

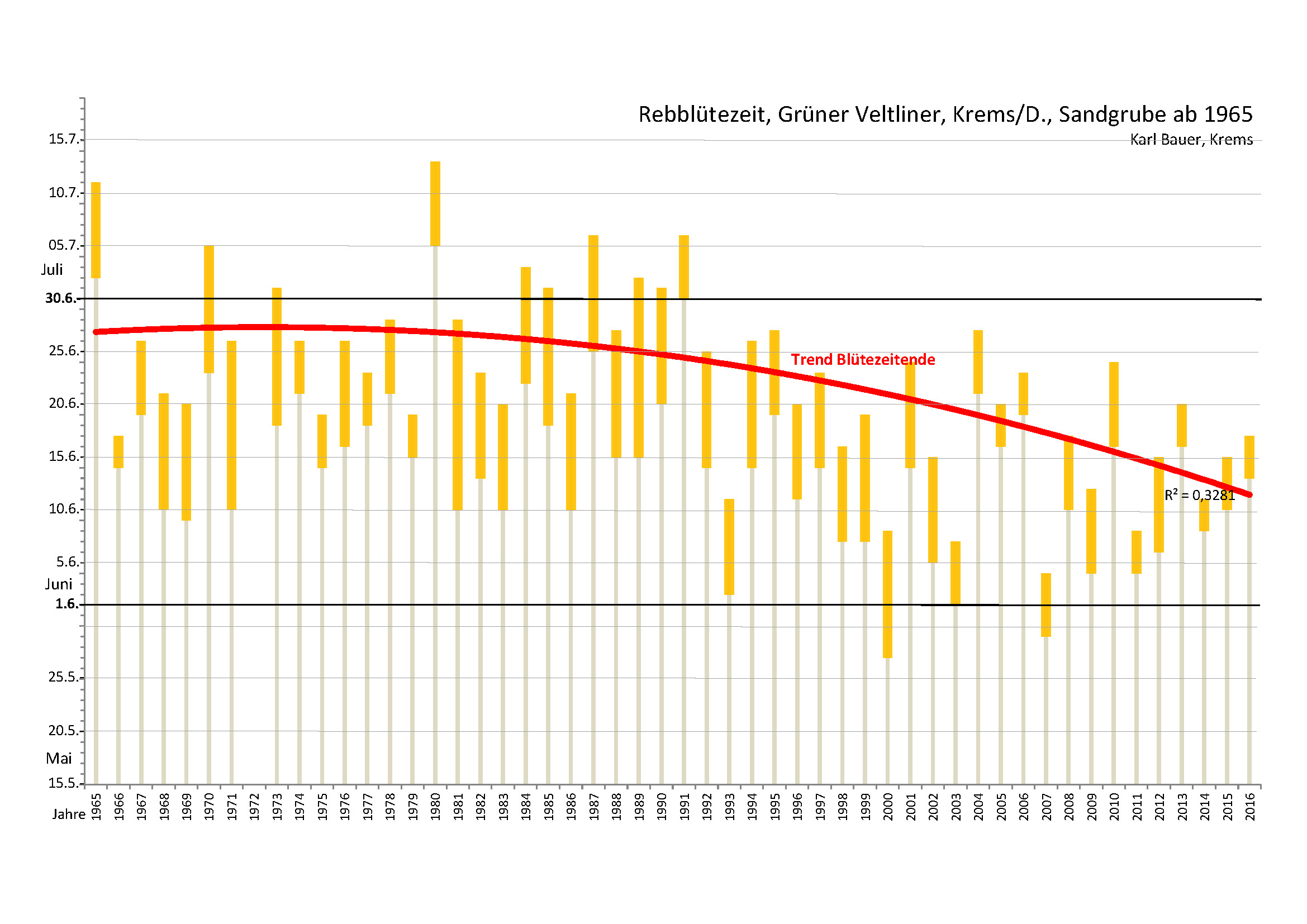
Die Darstellung zeigt die jährliche Blütezeit bei der Rebsorte Grüner Veltliner (Weinbauschule Krems, Sandgrube) ab 1965. Besonders in den letzten 15 Jahren hat sich die Rebblüte von früher durchschnittlich Mitte bis Ende Juni, zum Monatsbeginn Juni verschoben.

Ein frühes Blühende (1993, 2000, 2003, 2007) hat einen früheren Reifebeginn zur Folge. In solchen Jahren wird ein höherer Zuckergehalt der Trauben erreicht. Eine sehr späte Blüte (1965, 1980) führte überdies dazu, dass die Traubenreife spät eingetreten ist. Zwischen Blühende und Reifebeginn besteht eine hohe Korrelation, das ergeben Reifemessungen in Krems bei der Sorte Grüner Veltliner und in Geisenheim bei der Sorte Riesling. Aufzeichnungen des Lesetermins vom Schloss Johannisberg im Rheingau ab 1750 zeigen einen immer früheren Lesetermin bei der Sorte Riesling. Szenarien zeigen bis 2100 eine weitere Verfrühung der Lesereife von 10 Tagen.

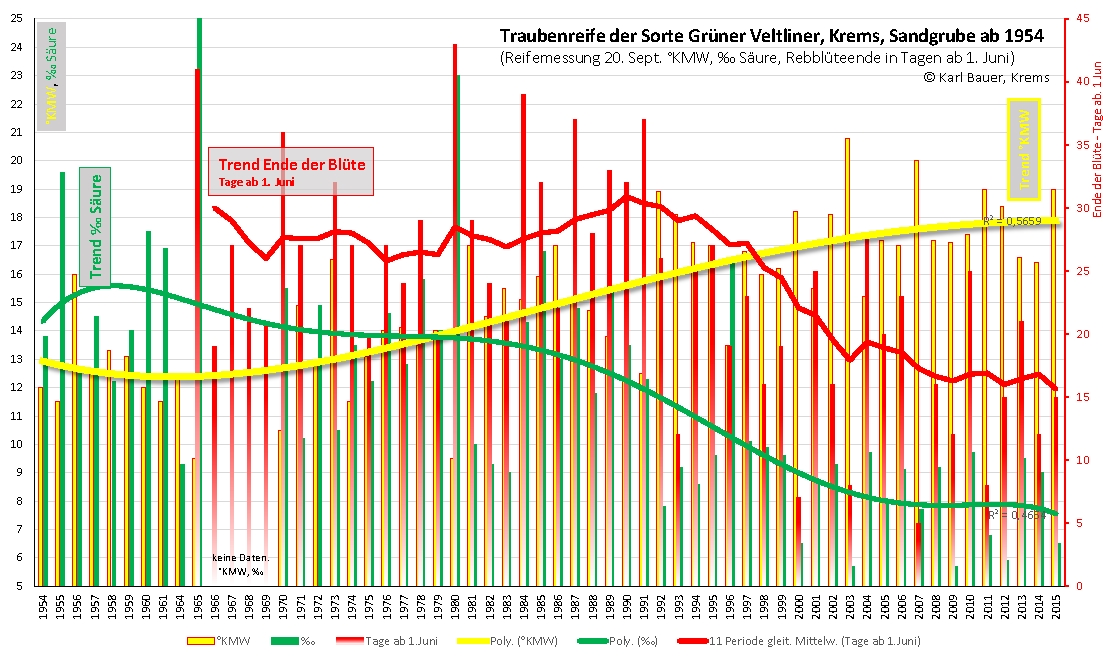
Die Darstellung zeigt Traubenreife bei der Sorte Grüner Veltliner (Weinbauschule Krems, Lage Sandgrube) von 1954 bis 2015. Die Reifemessungen erfolgten jeweils am 20. September des Jahres (± 1 Tag) – Angaben in °KMW. 2007 sind die Werte durch starken Hagelschlag beeinträchtigt. In der Darstellung ist auch der Trend der Rebblüte der Sorte Grüner Veltliner vom gleichen Standort, eingetragen (Blühende in Tagen ab 1. Juni). Der Einfluss des Klimawandels, in der über gut sechs Jahrzehnte laufenden Darstellung, ist deutlich erkennbar.

### Blattfläche
Durch die globale Erwärmung ergibt sich mit der Verlängerung der Vegetationszeit und Zunahme der Wärmesumme, dass mit einer kleineren Blattfläche die gleiche Fotosyntheseleistung zu erreichen ist. Eine kleine Blattfläche ergibt eine geringere Verdunstungsfläche und damit geringeren Wasserverbrauch. Vergleiche haben ergeben, dass am 50. Breitengrad (Geisenheim) ein gegenüber zum 30. Breitengrad befindlicher Rebstock fast doppelt so große Blattfläche benötigt, um die gleiche Fotosyntheseleistung erbringen zu können. Das ergibt die Möglichkeit, mit zunehmender Wärmesumme die Blattfläche zu reduzieren. Diese reduziert den Triebwuchs und verringert die Transpiration der Rebblätter. In Zukunft könnten aufgrund der zunehmenden globalen Erwärmung niedrigere Laubwandhöhen ausreichen. Da in den nördlicheren Weinbaugebieten die Jahresunterschiede deutlich schwanken, stellt dies derzeit noch keine Möglichkeit dar.

### Temperatur

#### Extremtemperatur
Mit der globalen Erwärmung ist die Häufigkeit von Extremtemperaturen angestiegen. Das zeigt die Zunahme der Anzahl der Tropentage (Tage mit Temperaturen über 30 °C); diese sind jährlich weiter ansteigend. An diesen Tagen kann die Temperatur in Bereiche ansteigen, wo es zur negativen Beeinträchtigung von Funktionen bzw. zu direkten Schäden auf Blättern und Beeren kommt. Im letzteren Fall spricht man von Sonnenbrand. Die Sonnenbrandgefahr hängt sehr vom Witterungsverlauf ab. Das Gefahrenpotenzial ist besonders groß, wenn folgende Situation auftritt:
- gute Wasserversorgung
- eine Hitzeperiode mit sehr hohen Temperaturen nach einer kühlen Periode
- sehr niedrige Luftfeuchtigkeit und hohe Sättigungsdefizite für Wasserdampf

Die verursachten Schäden sind immer vom Zeitpunkt des Auftretens der Extremtemperaturen und vom Entwicklungsstadium des Rebstockes abhängig. Das Auftreten von Extremtemperaturen ist am häufigsten in der Zeit von Ende Juni bis Anfang August gegeben.
Eine rasche Frühjahrsentwicklung, insbesondere gleich nach der Rebblüte, kann zu einer geringeren Abhärtung der jungen Beeren und damit auch zu einer erhöhten Sonnenbrandgefahr führen.
In der Reifephase haben Extremtemperaturen markanten Einfluss auf die Äpfelsäure. Temperaturen von über 40 °C führen in den Beeren zu einer drastischen Abnahme der Äpfelsäure.
Vom Sonnenbrand geschädigte Beeren sollen vor der Weiterverarbeitung ausgeschieden werden.

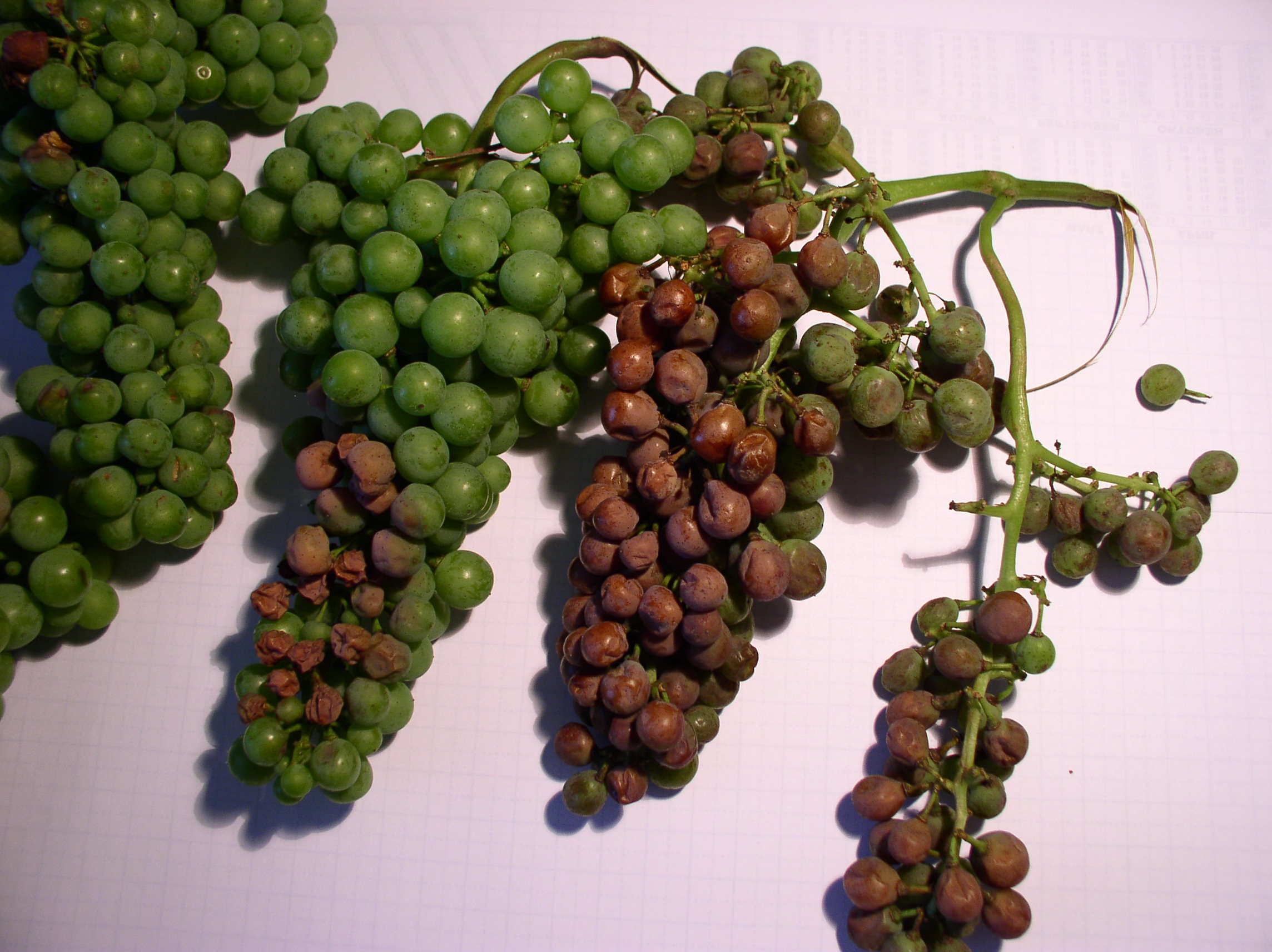
Durch Extremtemperatur geschädigte (verbrannte oder verbrühte) Traube der Sorte Zweigelt. Juli 2007
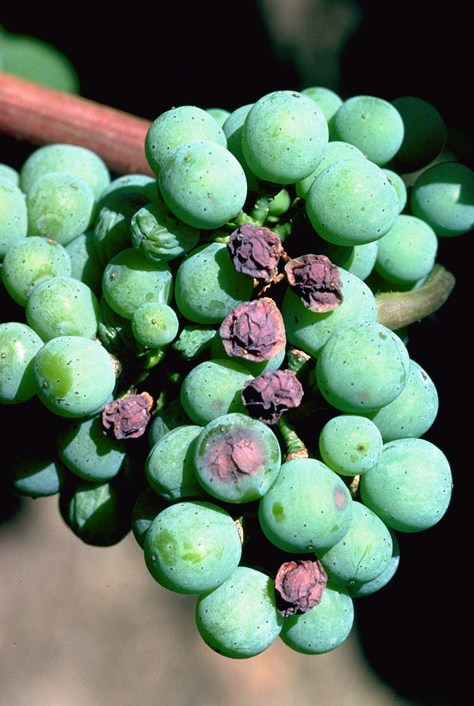
Sonnenbrandschäden – Riesling
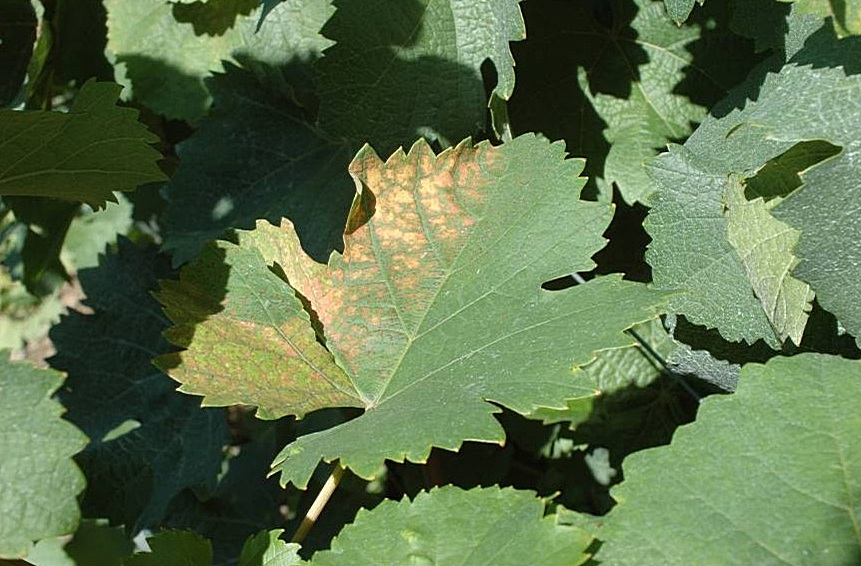
Blattschädigung durch zu hohe Temperaturen – Riesling
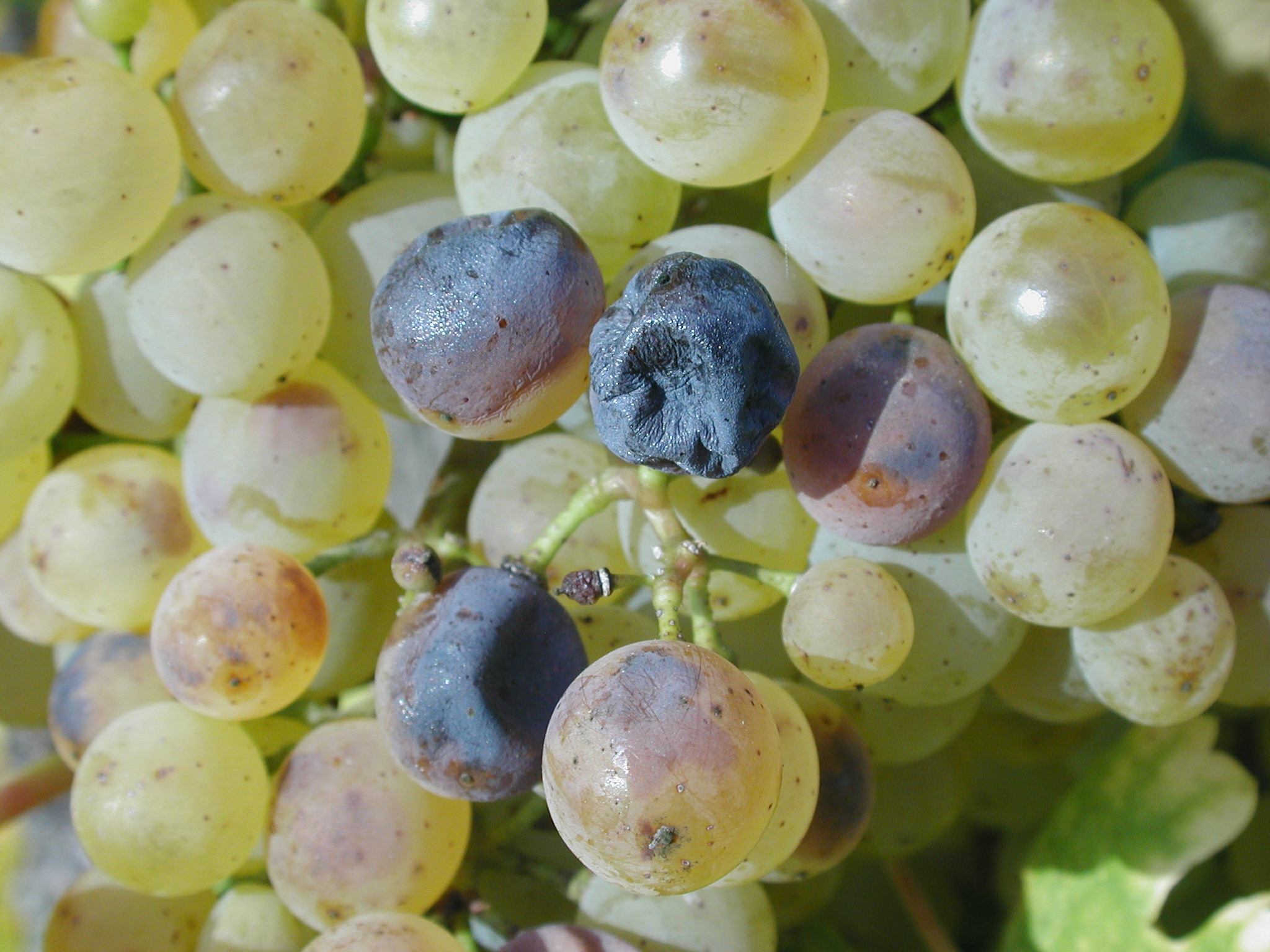
Sonnenbrand – Grüner Veltliner

#### Spätfrost
Das Auftreten von Spätfrösten ist in den Weinbaulagen, je nach Geländegegebenheit, sehr unterschiedlich. Für die Beurteilung einer erhöhten Spätfrostgefahr durch die erfolgte Erwärmung ist der Vergleichszeitraum noch zu kurz.
Das Klimaszenario Geisenheim von 2001 bis 2050 bestätigt die Annahme für den Rheingau, dass sich das Frostrisiko trotz Verfrühung des Austriebes nicht erhöht. Spätfröste wird es aber immer geben. Es werden auch wärmere Klimazonen im Mittelmeerraum ab und zu durch Kaltlufteinbrüche nach dem frühen Austrieb von verheerenden Spätfrostschäden heimgesucht werden.
Siehe auch: Frostschäden (Weinbau)

#### Hagel
Betreffend der Hagelhäufigkeit lassen sich derzeit keine Trends aufzeigen.

### UV-B-Strahlung
Gegen Ende des vorigen Jahrhunderts hat die Ozonkonzentration in der oberen Atmosphäre abgenommen. Dadurch wird die zellzerstörende UV-B-Strahlung schwächer gefiltert, diese nimmt zu und hat Einfluss auf die Entwicklung der Rebe. Ozon hat zwar keinen Einfluss auf den Treibhauseffekt, wohl aber auf die Reben. Durch die zunehmende UV-B-Strahlung können sich ungünstige Gerbstoffeinlagerungen in den Beerenschalen negativ auf die Weinqualität auswirken. Versuche mit Absorber-Folie in Geisenheim (Versuche mit der Sorte Riesling) ergaben, dass die mit diesen Folien beschatteten Trauben mehr grüne als gelbe Farbstoffe enthielten. Sie wurden in der Reife verzögert und die nicht beschatteten hatten Sonnenbrandschäden. Interessanterweise wurden die Weine aus beschatteten Trauben im Rahmen eines Prüferpanels bevorzugt. Folienabdeckungen kommen aus heutiger Sicht für den praktischen Einsatz nicht in Frage, wegen der hohen Kosten und des beachtlichen Bewirtschaftungshindernisses.
Gegenteilige Ergebnisse sind aus Neuseeland bekannt, wo die UV-B-Strahlung um 50 % stärker als in Österreich liegt. Nach Versuchen mit der Sorte Sauvignon Blanc sind gewissermaßen die verbrannten Trauben die, die den besseren Wein liefern. 2019 kam es aufgrund der Hitzewelle in den südfranzösischen Weinanbaugebieten Gard, Hérault und Var zu „Brandflecken“ auf den Trauben und somit zu Produktionsverlusten.

### Weinqualität

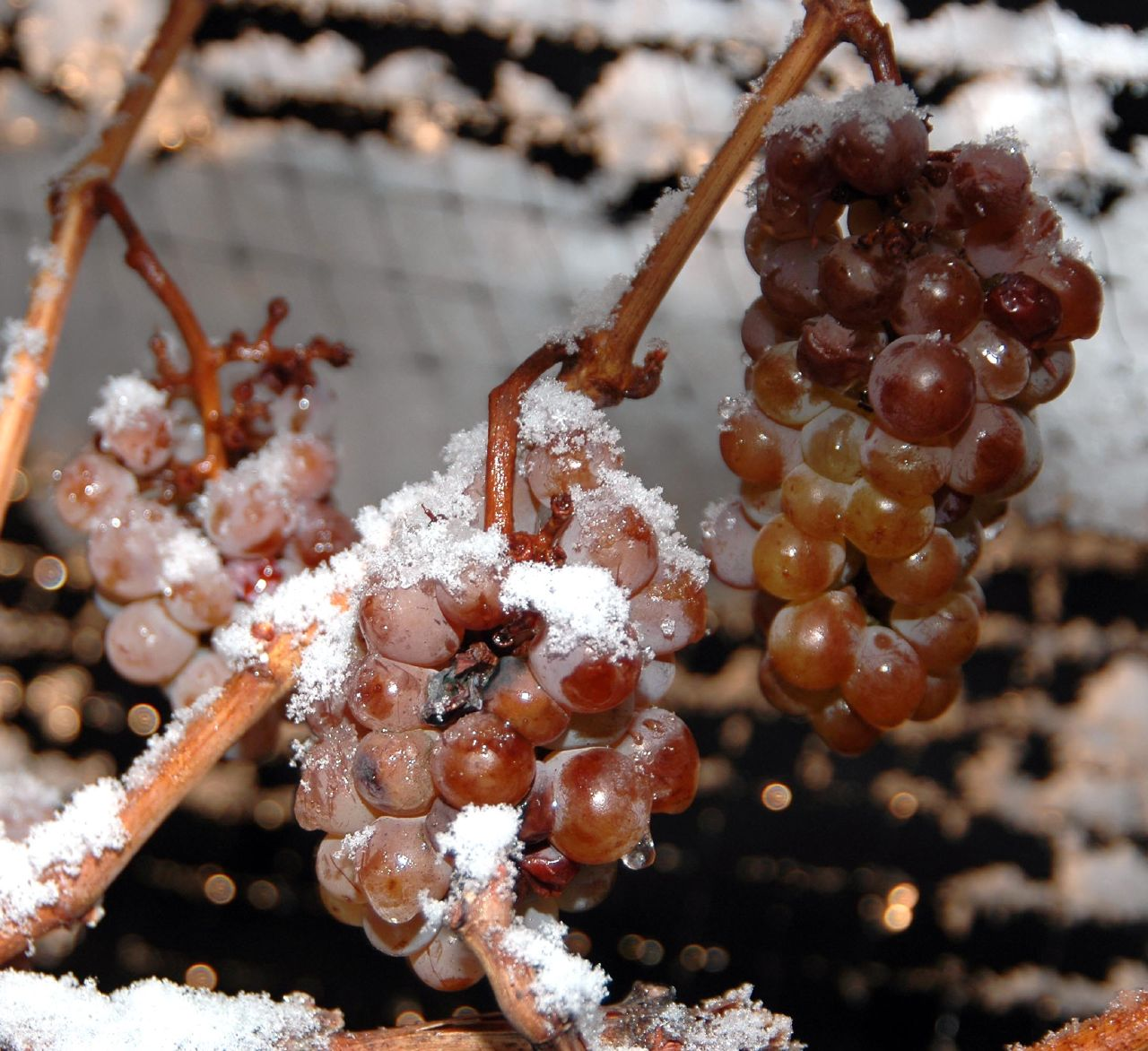
Eisweinproduktion

Von wesentlichem Einfluss ist die Verfrühung der Entwicklung vor allem für die Reifephase, die unter höheren Temperaturen abläuft, was die Inhaltsstoffbildung nachhaltig beeinflusst. Die globale Erwärmung hat sich bis jetzt für Rot- und Weißweinsorten, mit einigen Ausnahmen in bestimmten Jahren, als vorteilhaft erwiesen, kann sich aber in Zukunft noch stärker besonders bei Weißweinsorten z. B. durch einen zu starken Säureabbau, frühen Botrytisbefall, Grün- oder Essigfäulebefall negativ auswirken.
Die Weinqualität hat sich bereits zu reiferen, extrakt- und alkoholreicheren Weinen entwickelt. Am meisten haben die wärmeliebenden Rotweinsorten in den nördlich gelegenen Anbaugebieten profitiert. Frühreifende Rebsorten werden in Zukunft zunehmend Probleme bekommen, weil die Ernte in einer extrem warmen Zeit erfolgt.
Ein wesentlicher Grundparameter ist neben dem Mostgewicht die Säure. Der Abbau der Säure wird im Wesentlichen durch die Temperatur während der Reifezeit bestimmt. Der wichtigste Vorgang ist der Abbau der Äpfelsäure. Gerade in den besten Lagen wirkt sich der Äpfelsäureabbau stärker aus. Sie ist für das Geschmacksbild eines Weines sehr entscheidend für die Frische des Weines. Die Verfrühung der Reife kann neben einem zu niedrigen Säuregehalt auch eine verringerte Aromaausprägung durch zu schnelle Reife zur Folge haben. Der Trend zu säureärmeren Wein ist nicht nur bis jetzt erkennbar, sondern wird sich auch weiter fortsetzen. Betroffen sind besonders die warmen Hanglagen.
Durch die globale Erwärmung ist die Erzeugung von Eiswein erschwert, da die nicht so tiefen Frühwintertemperaturen unzureichend sein können.

### Rebsortenspektrum
Durch einen früheren Austrieb, früherer Rebblüte und einer früheren Traubenreife resultiert ein längerer Zeitraum für die Beerenentwicklung. Sorten mit einem höheren Wärmebedarf kommen in der gleichen Lage auch zur entsprechenden Reife.
Pierre Huglin entwickelte für die Weinbaugebiete einen bioklimatischen Wärmeindex, bei dem die Temperatursumme über der Temperaturschwelle von 10 °C berechnet und diese von April bis September summiert wird. Bei der Berechnung werden sowohl die Tagesmitteltemperatur als auch die Temperaturmaxima verwendet und die berechnete Summe mit der geografischen Breite geringfügig modifiziert. Jede Rebsorte benötigt demnach eine bestimmte Wärmesumme, um auf Dauer in einem Gebiet mit Erfolg kultiviert werden zu können. Zu den berechneten Wärmesummen, deren Grundlage Daten von Wetterstationen sind, unterscheiden sich durch zu niedrige Summen gegenüber den tatsächlichen Werten in den Weinbaulagen. Der Index berücksichtigt nicht die thermisch begünstigten Rebhanglagen, deren Temperaturwerte um ca. 1,5–2 °C höher liegen können. In den nächsten Jahrzehnten wird der Huglin-Index weiter ansteigen, d. h. die Rebsorteneignung eines Gebietes für sich weiter verändern.
| Huglin-Index H  | Rebsorten                                                                     |
| --------------- | ----------------------------------------------------------------------------- |
| 1500 < H        | keine Anbauempfehlung                                                         |
| 1500 ≤ H < 1600 | Müller-Thurgau, Blauer Portugieser                                            |
| 1600 ≤ H < 1700 | Pinot Blanc, Grauer Burgunder, Aligoté, Gamay Noir, Gewürztraminer            |
| 1700 ≤ H < 1800 | Riesling, Chardonnay, Silvaner, Sauvignon Blanc, Pinot Noir, Grüner Veltliner |
| 1800 ≤ H < 1900 | Cabernet Franc,                                                               |
| 1900 ≤ H < 2000 | Chenin Blanc, Cabernet Sauvignon, Merlot, Semillion, Welschriesling           |
| 2000 ≤ H < 2100 | Ugni Blanc                                                                    |
| 2100 ≤ H < 2200 | Grenache, Syrah, Cinsaut                                                      |
| 2200 ≤ H < 2300 | Carignan                                                                      |
| 2300 ≤ H < 2400 | Aramon                                                                        |

Mit dem Ansteigen der Wärmesumme hat sich bereits das Rebsortenspektrum in den nördlichen Anbaugebieten verändert. Sorten, die früher nur in südlicher gelegenen Weinbauregionen kultiviert wurden, haben in Österreich und Deutschland bereits eine gewisse Anbaubedeutung erlangt. So werden bereits in den wärmeren Regionen von Österreich die Sorten Cabernet Franc, Cabernet Sauvignon, Merlot und Syrah ausgepflanzt und mit Erfolg kultiviert. Sie wurden bereits in das Qualitätsrebsortiment aufgenommen.

### Weinbaugebiet
Durch die frühere Traubenreife und damit Lese ergibt sich ein größerer Spielraum für die Erreichung bestimmter Qualitätsstufen. Die für den Weinbau geeigneten Anbaugebiete werden größer und die später reifenden und höher gelegene Lagen werden geeigneter. Die weinbauliche Anbaugrenze wandert nördlich. Setzt sich der weitere Trend des Temperaturanstieges fort, verschiebt sich die potentiell mögliche Anbaugrenze für Reben um 200 bis 400 km nordwärts und um 100 bis 150 m in die Höhe. Davon wären die weitläufigen Weinbaugebiete in Italien und Spanien besonders stark betroffen. Insgesamt könnte die Weinbaufläche um mindestens die Hälfte zurückgehen.
Lagen, die bis Ende des vorigen Jahrhunderts als spätreifend bezeichnet wurden, sind durch die globale Erwärmung in für die Rebe günstigere Situation gekommen. Das gilt auch für höhere Lagen. Diese Lagen können in Zukunft jene Weine – das gilt besonders für Weißweine – liefern, die eine gute Säurestruktur besitzen und zum Verschnitt mit Weinen aus frühen Lagen dienen können.

### Bodenwasserhaushalt
Neben Licht und Wärme ist für alle Pflanzen Wasser ein sehr wichtiges Nährelement, welches der Jahreszeit entsprechend dosiert vorhanden sein soll. Die jährliche Niederschlagsverteilung ist nur von Standorten mit einer Wetterstation bekannt. Durch die Niederschlagsart und besonders durch die Geländesituation können die lokalen Unterschiede in der Niederschlagshöhe und -verteilung groß sein. Entscheidend für die Reben sind die Niederschläge während der Vegetationszeit (April bis Oktober). Die sehr großen Jahresunterschiede der Niederschlagshöhe und deren -verteilung führen ohnehin zu stark wechselnden Situationen des Wasserhaushaltes in den einzelnen Jahren. Je nach Wasserspeicherkapazität des Bodens kann sich die Rebe relativ gut, im Vergleich zu anderen Pflanzen, anpassen. Auf jeden Fall stellt das sich ständig ändernde Wasserangebot des Bodens einen wesentlichen Stress-Faktor dar. Wie bei allen Pflanzen können die Nährstoffe des Bodens nur dann genutzt werden, wenn diese in Bodenwasser gelöst vorliegen. Reben können geringste Wasservorräte nutzen, da ihre Saugkraft bis 1,6 mPa reicht und die Wurzeln, wenn es der Boden ermöglicht, bis in 10 m Tiefe wachsen.
Mit der globalen Erwärmung haben sich die für die Reben zur Verfügung stehenden Wassermengen und deren Verteilung ungünstiger gestaltet. Mit ansteigender Sonneneinstrahlung, Temperatur und Windgeschwindigkeit sowie abnehmender relativer Luftfeuchtigkeit steigt der Verdunstungsanspruch der Atmosphäre an. Angestiegen ist in den letzten Jahren die mittlere potentielle Verdunstung während längerer Trockenperioden im Sommer. Lagen die Werte in Geisenheim 1950 noch bei 28 mm, überschreitet der Trend heute die Schwelle von 62 mm. Das Wasserdefizit ist aber regional sehr unterschiedlich. Dem Boden und der Bodenpflege kommt in Zukunft noch mehr Bedeutung bezüglich des Wasserhaushaltes zu.
Zunehmende Trockenheit und Trockenperioden während der Vegetationszeit beeinflussen besonders negativ die Qualität von Weißweinsorten. Der Wasserhaushalt der Rebe spielt in den nördlichen Anbaugebieten eine entscheidende Rolle in der Ausprägung von Qualitätsmerkmalen (Typizität). Mit der Errichtung von wassersparenden Bewässerungsanlagen in Form einer Tropfbewässerung kann den negativen Folgen entgegengewirkt werden.
Ein gehäuftes Auftreten von Starkniederschlagsereignissen erhöht die Bodenerosion und beeinträchtigt damit die Fähigkeit des Bodens, Feuchtigkeit zu speichern.

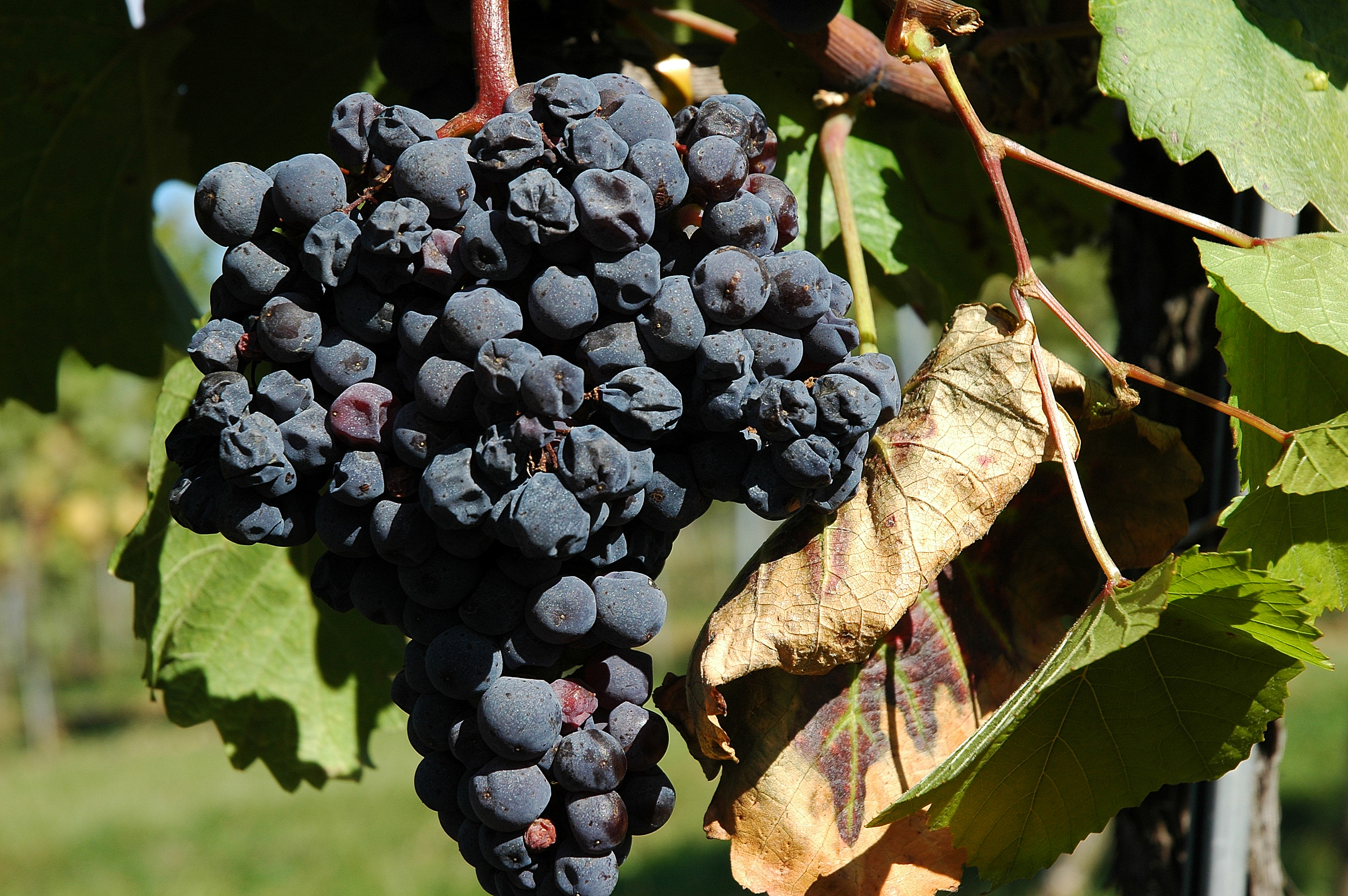
Traubenwelke bei der Sorte Zweigelt

Durch die globale Erwärmung sind Reben vermehrt Trockenstress ausgesetzt. Trockenstress führt zu einer geringen und unharmonischen Nährstoffversorgung, welche in Kombination mit mangelnder Düngung (Kalium, ungünstigen K/Mg-Verhältnis, organische und mineralische Düngung) und noch anderer noch nicht genau bekannten Faktoren die Traubenwelke fördern kann. Die Ursachen der Traubenwelke sind komplex.
Durch zunehmende Trockenheit wird der Anbau von Begrünungspflanzen zur Verbesserung des Bodens und Verminderung der Erosion deutlich erschwert. Trockenstress (Wasserstress) führt nicht nur zu einem höheren Wasserverbrauch der Rebe (Sortenunterschiede gegeben), sondern auch bei den Begrünungspflanzen durch die Transpiration und beim Boden mit der Evaporation. Das rechtzeitige Erkennen von Wasserstress (Trockenstress) ist wichtig, um Bodenpflegemaßnahmen und Bewässerungsanlagen optimal steuern und gestalten zu können. Heute stehen dafür neben der individuellen Beobachtung der Reben Messungen bis hin zur Berechnung der Bodenfeuchte zur Verfügung. Wasserstresssymptome zeigen sich schon früh bei den Reben mit dem Strecken der Ranken. Bodenfeuchtemessgeräte, die im Obst- und Gemüsebau Verwendung finden, sind für den Weinbau nicht geeignet. Eine gute Methode zur unterstützenden Hilfe ist die Bestimmung der Wasserbilanz und die Berechnung der Bodenfeuchte. Wetterdienste machen hier entsprechende Angebote. Deutlich besser, aber zeitaufwendiger, ist die frühmorgendliche Blattwasserpotenzialmessung mit der Scholanderbombe. Hier wird gewissermaßen die Rebe gefragt, in welchem Zustand sie sich befindet.
Höhere Temperaturen im Boden führen auch zu Veränderung der Abbaurate organischen Materials, das eine erhöhte Zufuhr von organischen Düngern notwendig macht.
| Auswirkungen von Wasserstress in der Reifephase                                           | Angepasste und an den Rebstadien orientierte Wasserversorgung                                        |
| ----------------------------------------------------------------------------------------- | --- |
| Vorzeitige Laubvergilbung, geminderte Stoffproduktion, Notreife                           | Hohe Wassernutzungseffizienz                                                                         |
| Erheblich geminderte Reservestoffeinlagerung                                              | Begrenzte Laubfläche und Holzmenge                                                                   |
| Geringerer Mengenertrag, niedrige Säurewerte, unter Umständen auch geringere Mostgewichte | Verlängerung der Assimilationsfähigkeit der Blätter Stoffproduktion zugunsten der generativen Organe |
| Starker Mangel an Extrakten und Aminosäuren                                               | Ausreichende Menge, ausgeglichenes Zucker/Säure-Verhältnis                                           |
| Bei Weißweinsorten Mangel an Aromen und unerwünscht hohe Phenolgehalte                    | Hohe Umwandlungsrate in wertgebende Inhaltsstoffe                                                    |
| Starke Neigung zu Fehltönen bei Weißwein                                                  | Vermeidung von Fehltönen                                                                             |
| Neigung bei Weißwein zu untypischer Alterung (UTA)                                        | Verbesserung des Gärverlaufs                                                                         |
| Mangelnde Stickstoffversorgung und Gärprobleme                                            | Höheres Alterungspotenzial                                                                           |
| Geschmack bei Weißwein bitter, ziehend, stumpf, kurz                                      | Erhaltung ausgeprägter Geschmacks- und Aromaprofile, stärkere Nachhaltigkeit                         |

### Schadorganismen
Die globale Erwärmung begünstigt in den nördlichen Rebanbaugebieten das Auftreten, Überleben und die Ausbreitung von Schaderregern. Das Schadenspotenzial bereits vorhandener Schadorganismen kann sich erhöhen. Früher nur in südlicheren Gebieten aufgetretene Schaderreger treten heute bereits in nördlich gelegenen Gebieten als Schadorganismen auf, wie Phytoplasmen, Zikaden, Thripse, Virosen, Nematoden, Esca und die Petrikrankheit. Weiters kann sich die Generationenzahl von Schaderregern (wie z. B. eine dritte Generation des Traubenwicklers) verändern.
Vergilbungskrankheiten werden durch rebenpathogene Phytoplasmen verursacht. Phytoplasmen sind Mikroorganismen, die durch saugende Insekten, wie z. B. Winden-Glasflügelzikade (Hyalesthes obsoletus) oder die Amerikanische Rebzikade (Scaphoideus titanus) übertragen werden. Die Glasflügelzikade ist besonders wärmeliebend und ist gegen Ende des vorigen Jahrhunderts in die nördlicheren Weinbaugebiete eingewandert. Sie überträgt nur gelegentlich die Schwarzholzkrankheit (BN). Die Schäden der Schwarzholzkrankheit sind bei weitem nicht so gravierend wie die Schäden der Goldgelben Vergilbung (Flavescence dorée), die von der Amerikanischen Rebzikade übertragen wird. Die Goldgelbe Vergilbung führt zum Absterben der Rebstöcke. Eine Befallsvermeidung ist nur mit der Bekämpfung des Überträgers möglich, um die Verbreitung zu verhindern bzw. einzudämmen. Diese Kleinzikade lebt auf den Rebstöcken und ist in Serbien, Slowenien, Norditalien und der Südschweiz schon länger bekannt. Erstmals wurde das Auftreten 2009 in der Südsteiermark und 2010 im Südburgenland festgestellt. Die von ihr verbreitete Quarantänekrankheit (Erstauftreten in der Südsteiermark 2010) ist meldepflichtig. Entsprechende Bekämpfungsmaßnahmen und Rodungen von Weingärten werden amtlich angeordnet. Mit dem Auftreten ist eine seuchenhafte Verbreitung dieser Krankheit möglich. Laut Steiermärkischen Pflanzenschutzgesetz sind entsprechende Gegenmaßnahmen durchzuführen. Mit dem Auftreten dieser Krankheit sind nicht nur direkte Schäden, sondern auch gravierende nachhaltige Auswirkungen auf integrierte und biologische Weinbausysteme verbunden.
Schadorganismen finden veränderten Entwicklungsbedingungen vor, obwohl sie bis jetzt nicht schädigend aufgetreten sind. Beispielsweise ist die im 19. Jahrhundert nach Europa eingeschleppte Pilzkrankheit, die sogenannte Schwarzfäule (Guignardia bidwellii), in einigen Weinbaugebieten von Deutschland und Österreich erst jetzt schädigend aufgetreten. Erst die feuchtwarmen Witterungsbedingungen im Frühjahr haben der Pilzkrankheit die Entwicklung ermöglicht. Bei dieser Krankheit spielen aber auch die Kulturbedingungen eine Rolle, denn ein hohes Infektionspotenzial entwickelt sich besonders in nicht mehr bewirtschafteten Weingärten.
In Zukunft kann nicht ausgeschlossen werden, dass sich eine Bakterienkrankheit auch in Europa etabliert, etwa die durch Xylella fastidiosa verursachte Pierce’sche Krankheit. Die Bakterien aus der Familie der Xanthomonadaceae werden durch xylemsaugende Zikaden übertragen. Derzeit ist das Risiko gering, nur bei fortschreitender Erwärmung erhöht sich das Risiko. Die Krankheit war in Europa bis 2022 noch nicht zweifelsfrei nachgewiesen.
 Im Jahr 2016 wurde die Pierce'sche Krankheit auf Mallorca vermutet und am 25. März 2023 in einer 2 Hektar großen Parzelle bei Fundão in Portugal bestätigt. Frédérique Rose: Xylella fastidiosa fastidiosa détectée sur vigne au Portugal. Vitisbio, 6. April 2023, abgerufen am 5. Mai 2023 (französisch).

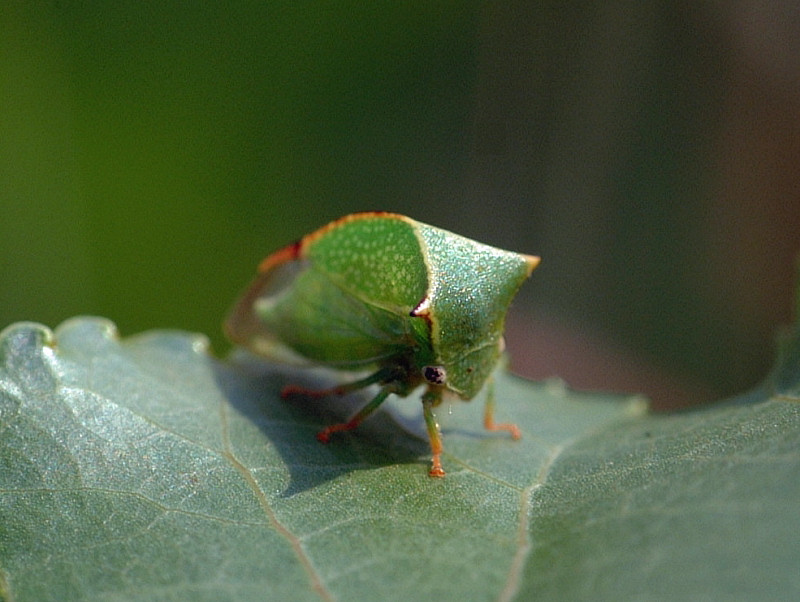
Büffelzikade (Stictocephala bisonia)
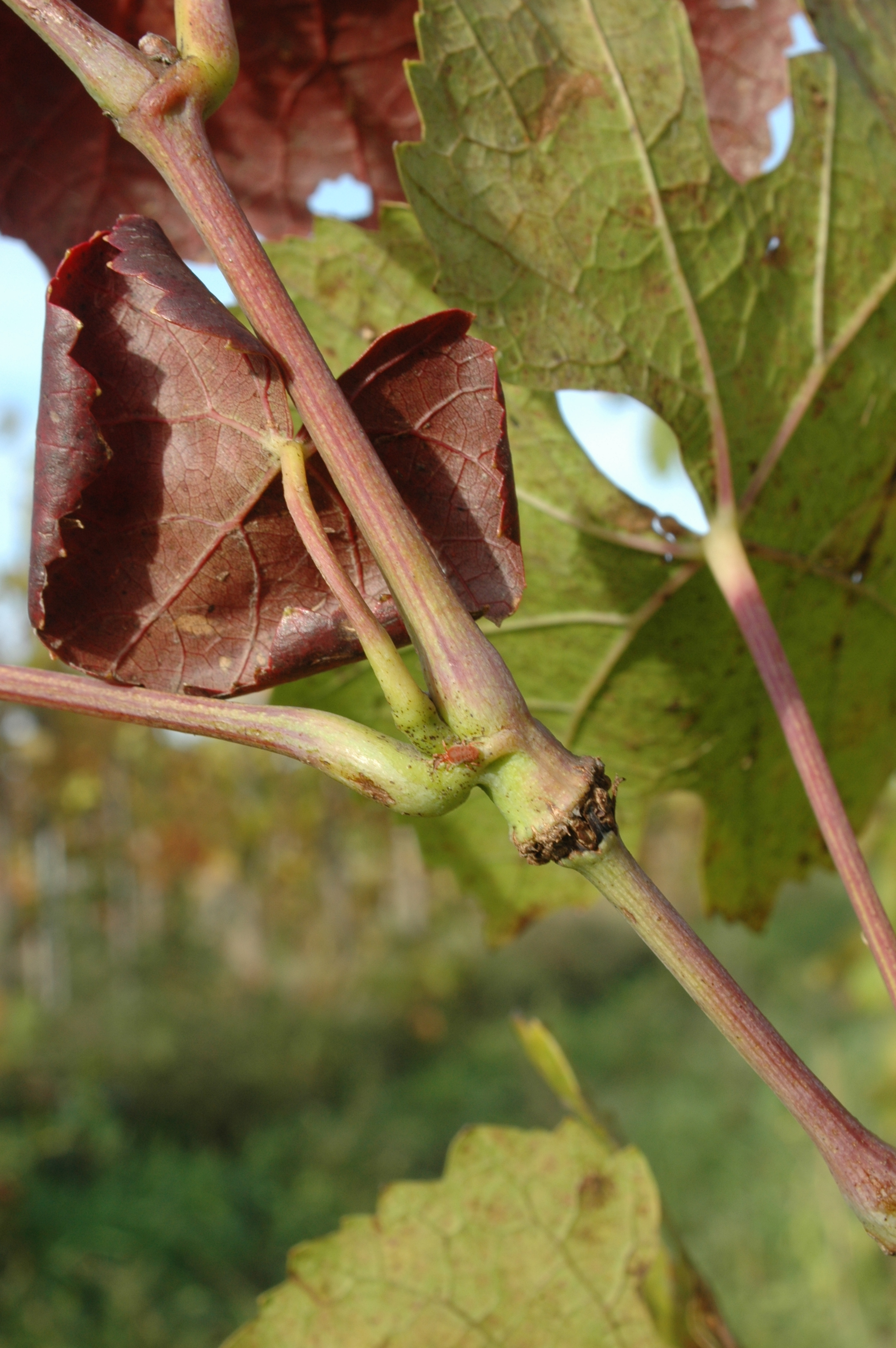
Büffelzikade – Blattfarbveränderung oberhalb der Einstiche am Trieb
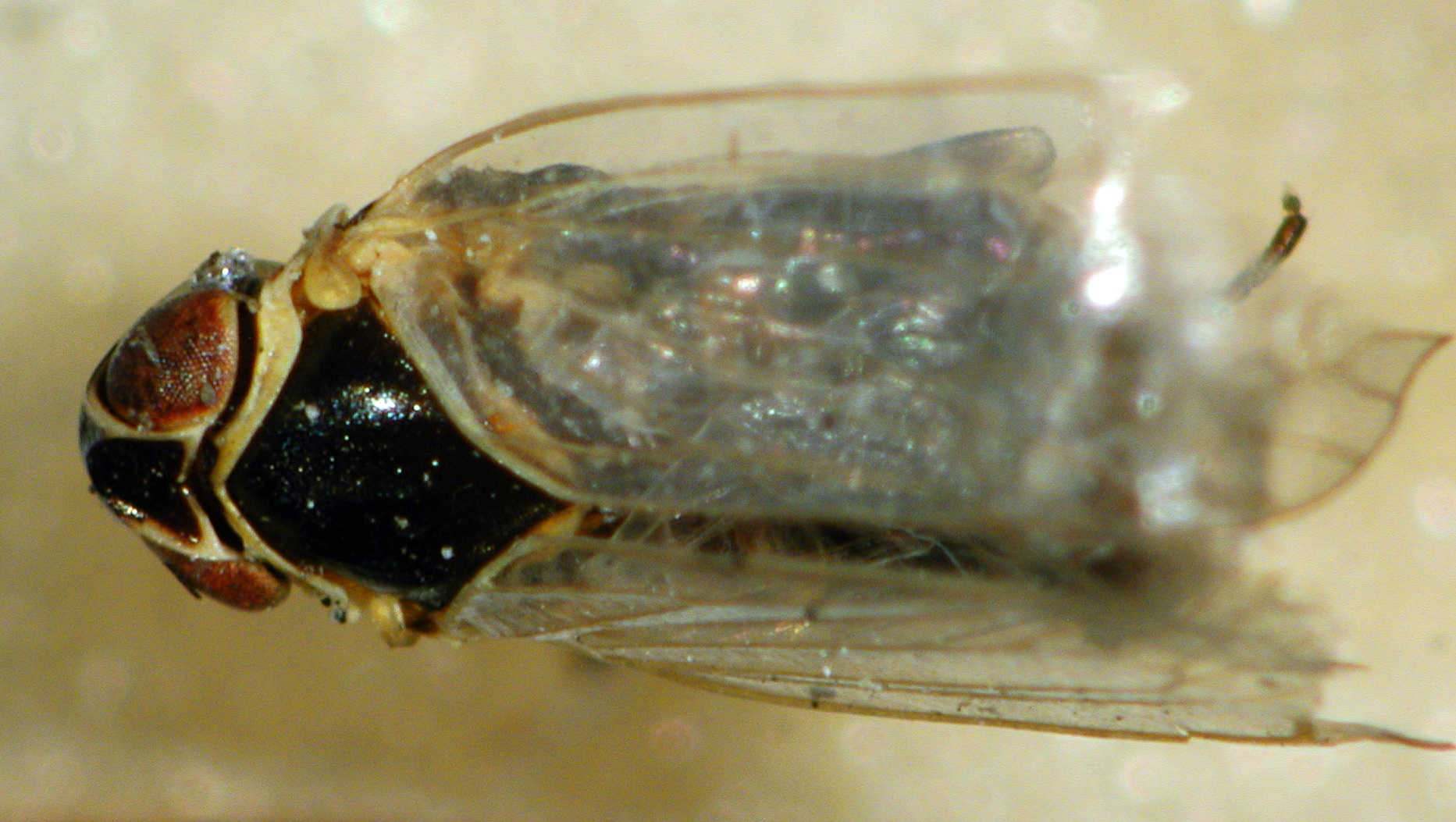
Die Winden-Glasflügelzikade (Hyalesthes obsoletus) ist der Krankheitsüberträger der Schwarzholzkrankheit
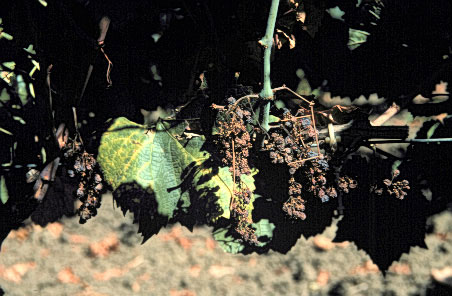
Schwarzholzkrankheit – befallener Rebstock mit vertrockneten Trauben und chlorotischen Blättern
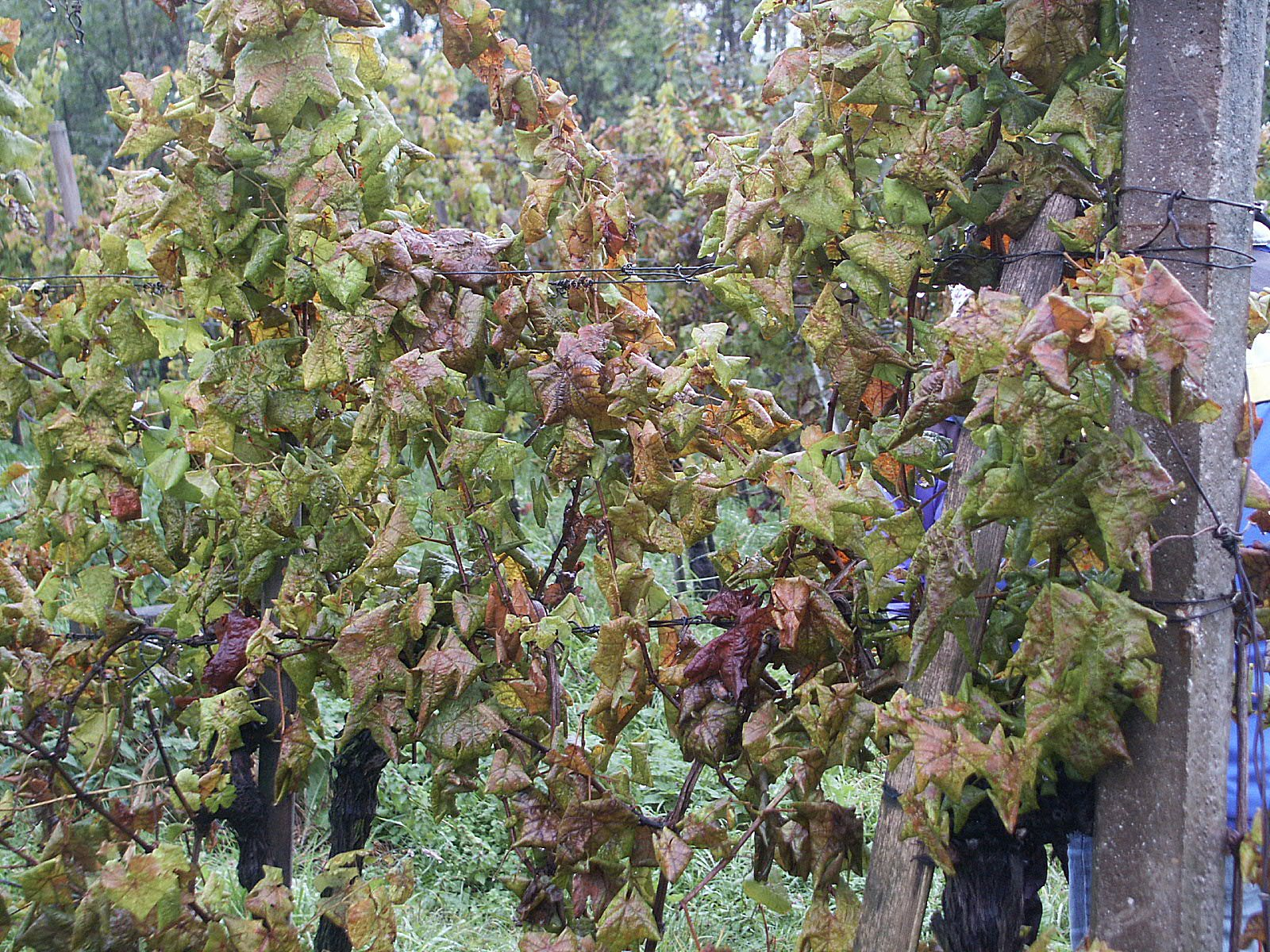
Flavescence dorée – befallener Rebstock mit sehr fortgeschrittenen Blattsymptomen
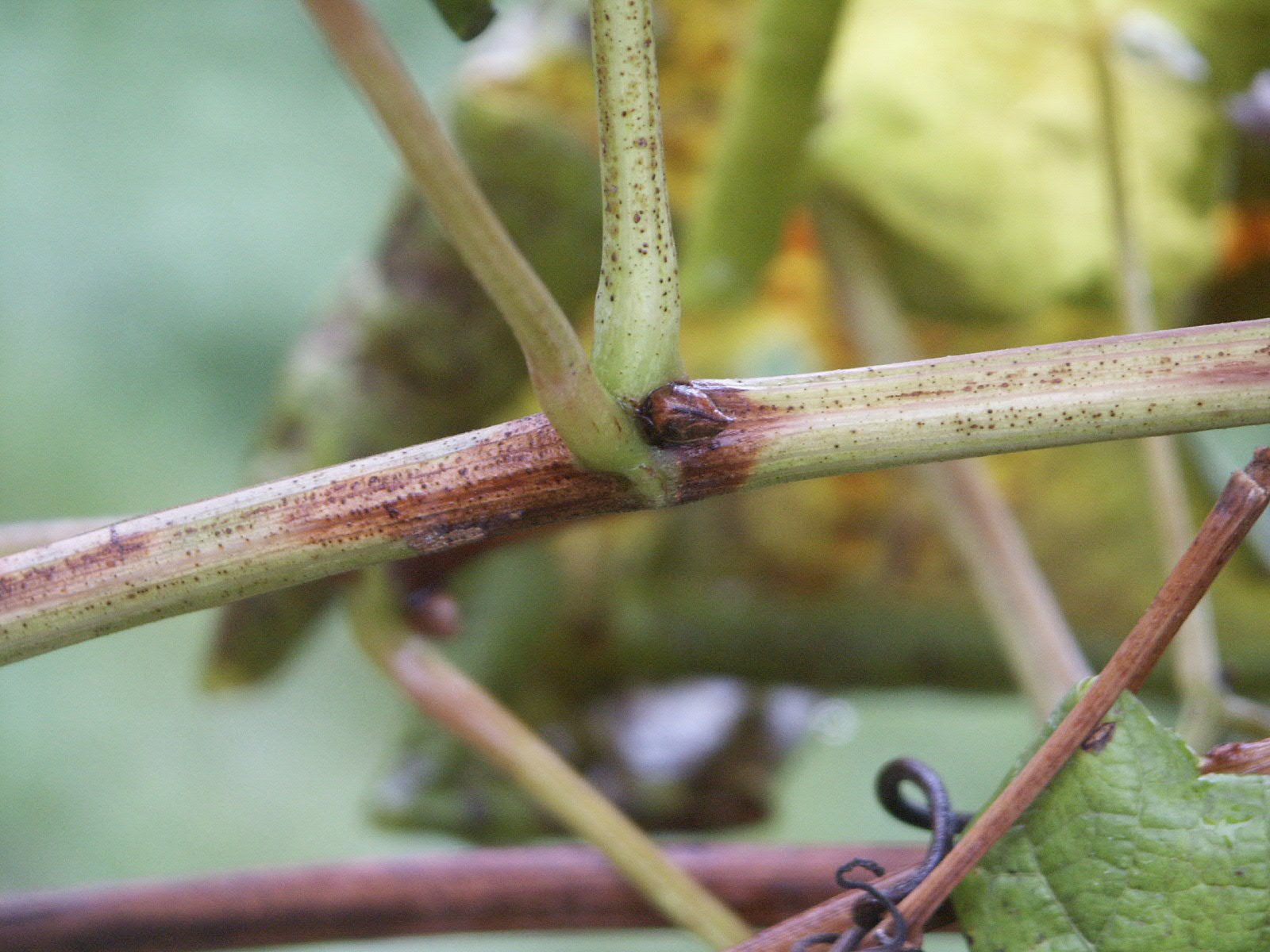
Flavescence dorée – Triebsymptom
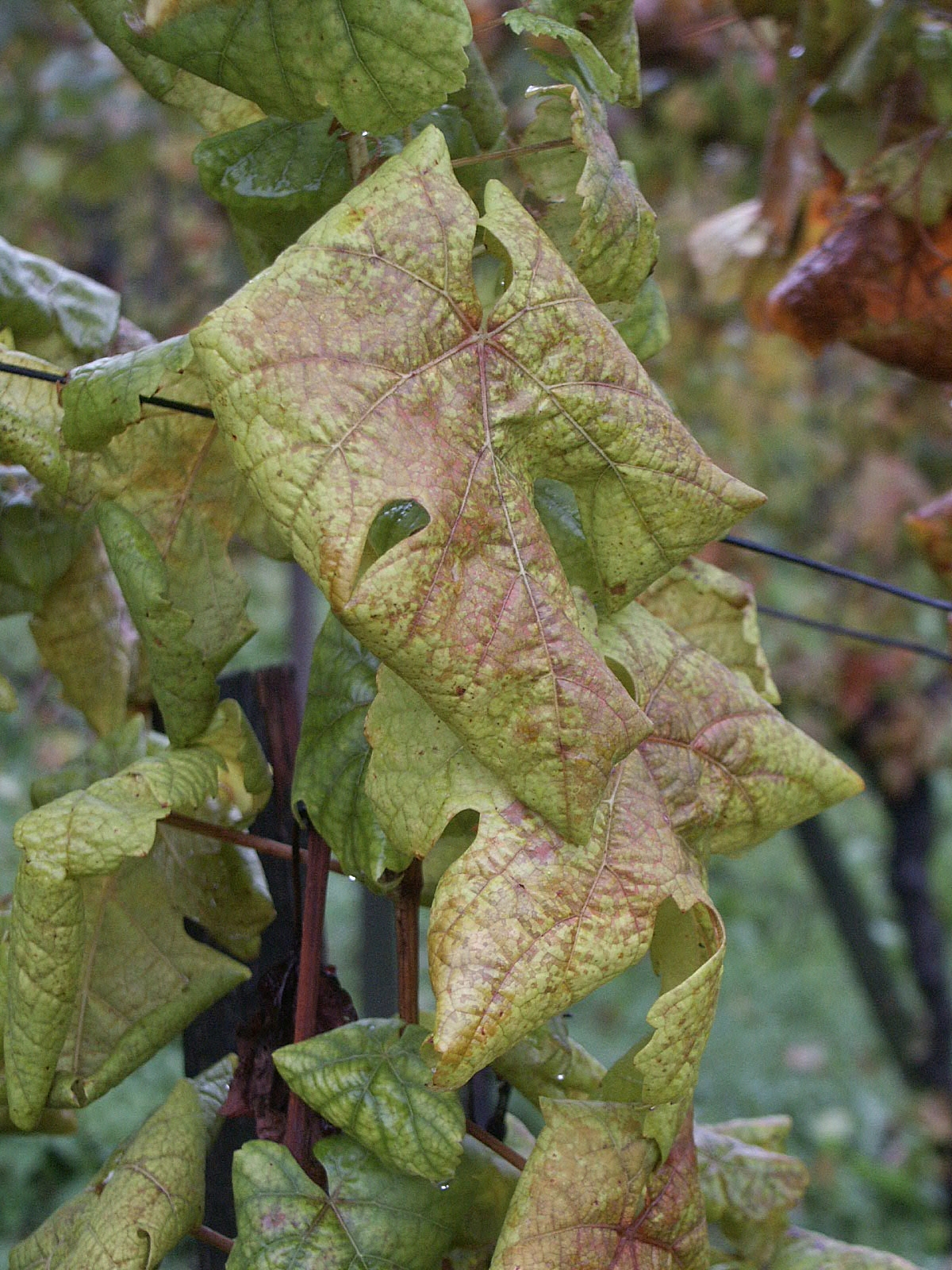
Flavescence dorée – Blattsymptom
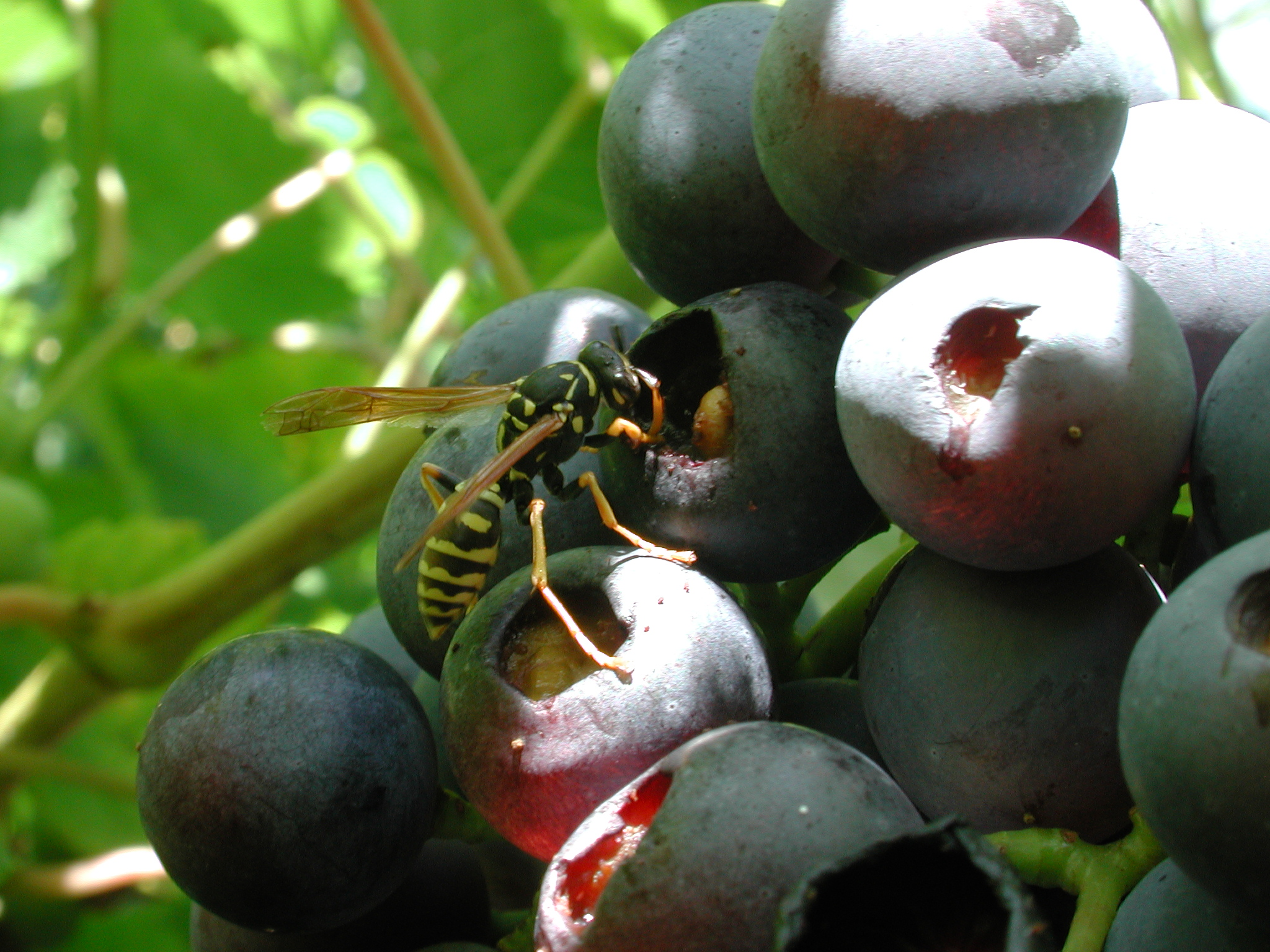
Lochfraß von einer Wespe an Beeren. Besonders früh reifende Sorten sind betroffen
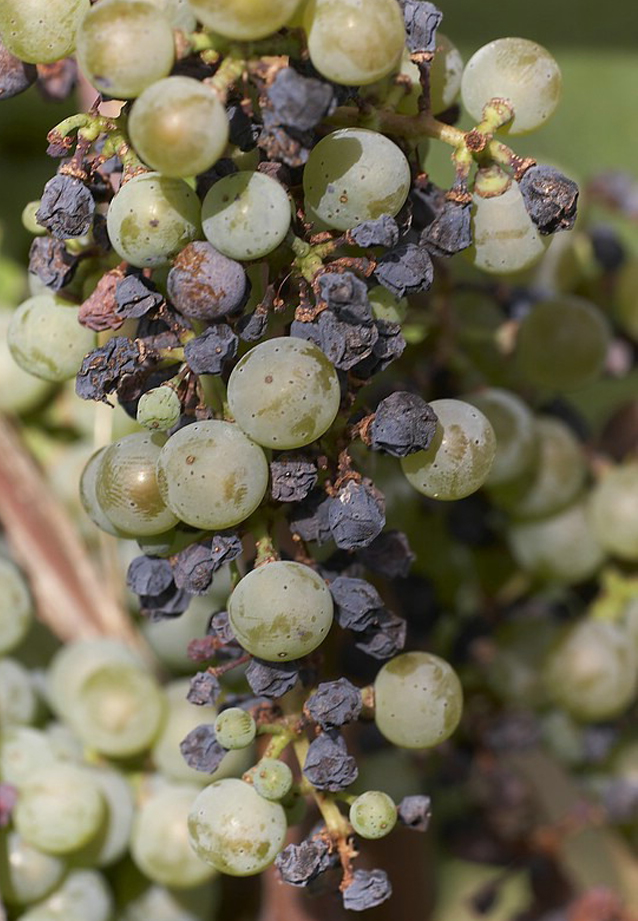
Schwarzfäulebefall einer Traube

Durch die Entwicklungsverfrühung reifen die Trauben in einer noch wärmeren Jahreszeit. Je wärmer und feuchter die Witterung ist, umso leichter können Botrytis und Penicillium expansum (Grünfäule) die Beeren befallen. Weitere mögliche Fäulnispilze bzw. deren Mykotoxin sind in der Tabelle angeführt. Das verstärkte Auftreten dieser Schadorganismen verursacht durch die Entfernung befallener Beeren, einen deutlichen Mehraufwand an Arbeit bei der Traubenernte. Ansonsten sind Qualitätsverluste vorprogrammiert.
| Erreger              | Name                                   | Mykotoxin     |
| -------------------- | -------------------------------------- | ------------- |
| pilzlich             |                                        |               |
| Botrytis cinerea     | Botrytis, Graufäule, Sauerfäule        |               |
| Aspergillus ssp.     | Kohlschwarze Fäule, Gieskannenschimmel | Ochratoxin A  |
| Penicillium ssp.     | (Blau-)Grünschimmel, Speckfäule        | Patulin       |
| Alternaria ssp.      | Alternaria Fäule                       | Alternariol   |
| Rhizopus ssp.        | Rhizopus Fäule                         |               |
| Trichothecium ssp.   | Rosafäule                              | Trichothecene |
| Mucor sp.            | Mucor Fäule                            |               |
| Guignardia bidwellii | Schwarzfäule                           |               |
| bakteriell           |                                        |               |
| Acetobacter          | Essigfäule                             |               |

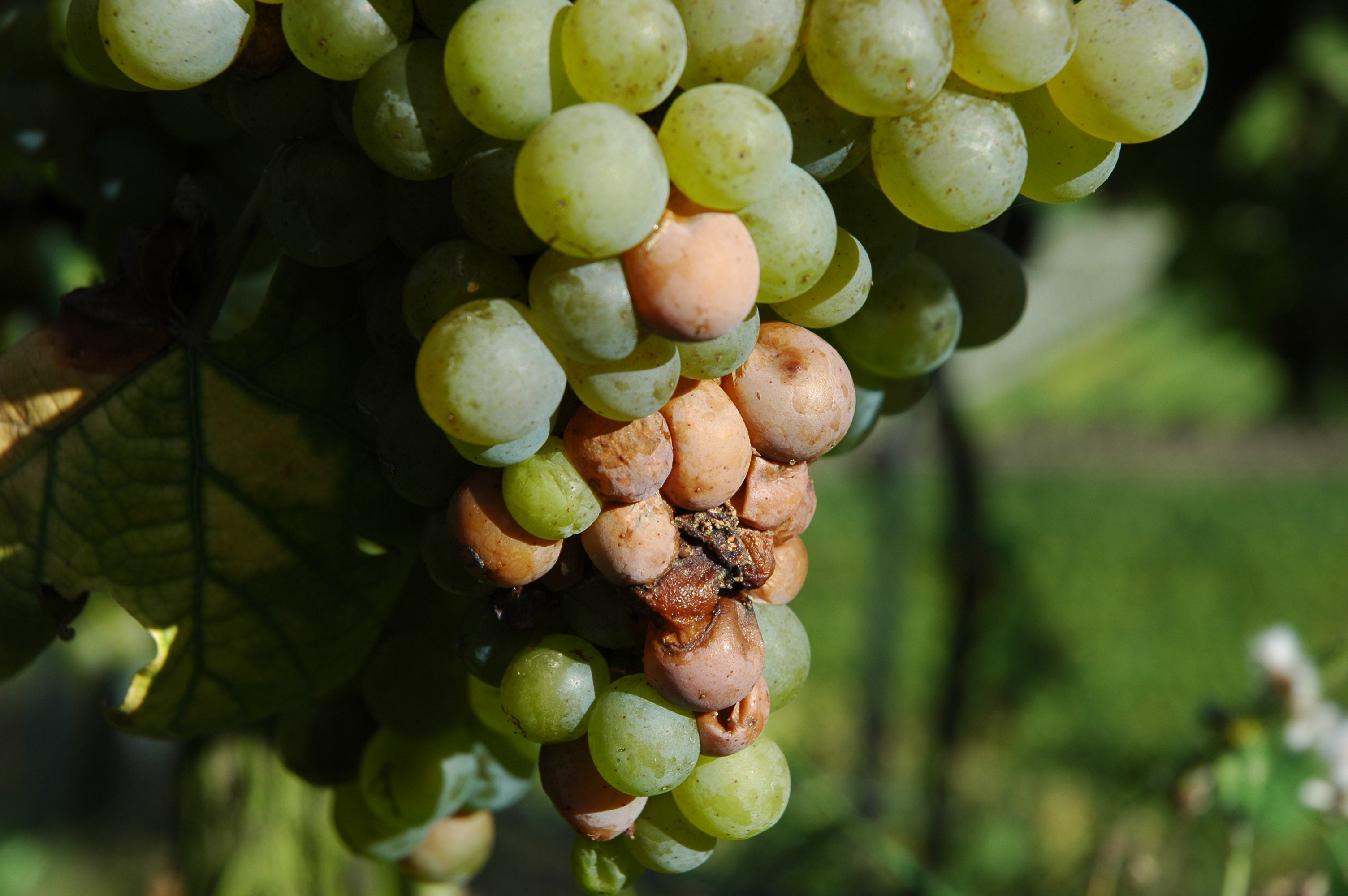
Von Essigfäule befallene Beeren/Trauben riechen nach Essig. Befallene Beeren müssen händisch vom Rest der Traube getrennt werden.
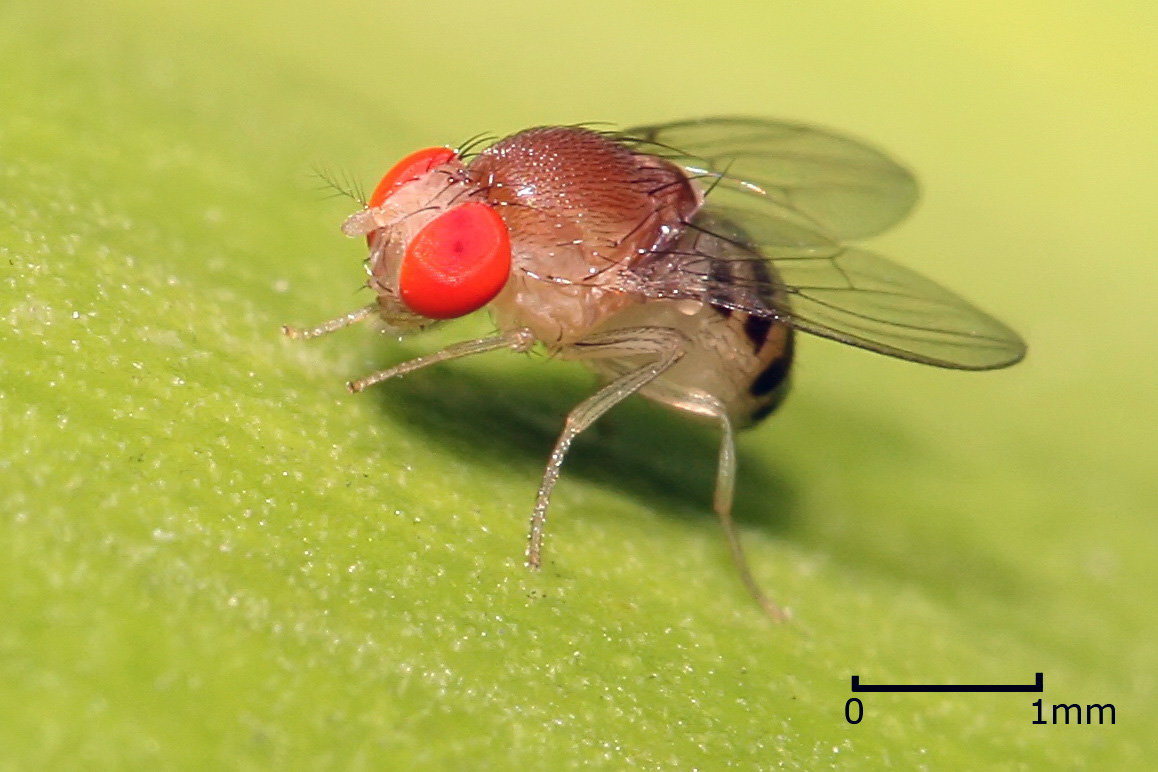
Fruchtfliege – ein nicht willkommenes Insekt. Überträgt Essigsäurebakterien, ihre Maden höhlen die Beeren aus.
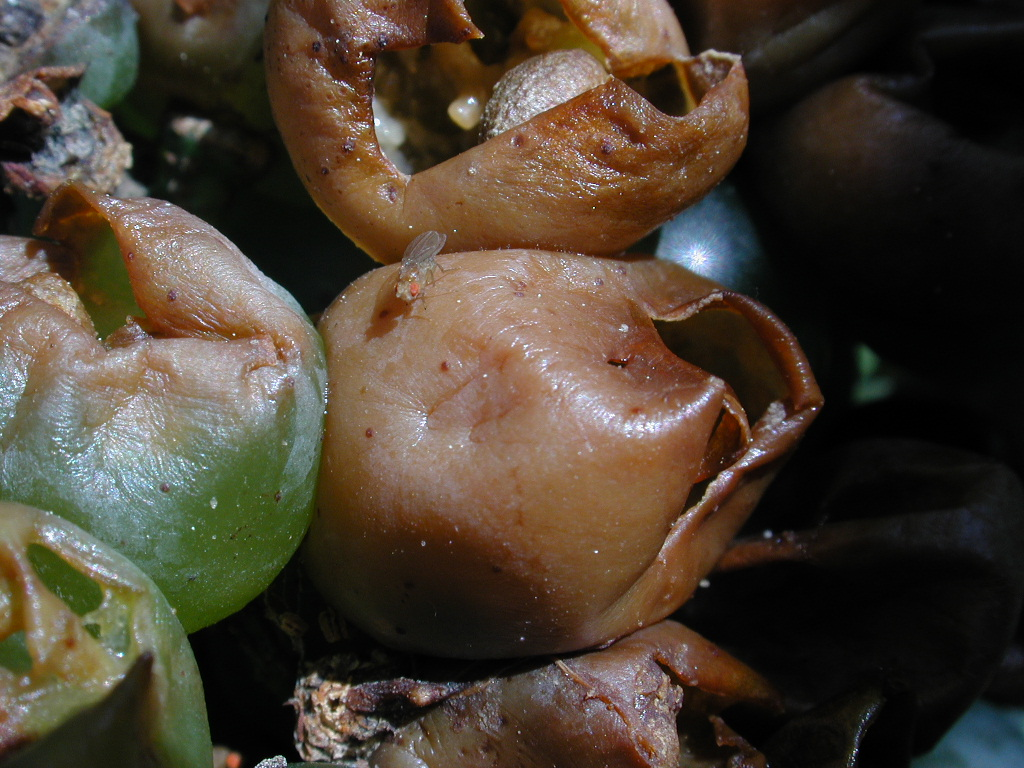
Fruchtfliege auf einer Beere. Beerenverletzungen ermöglichen es der Fruchtfliege, ihre Eier abzulegen. Die Maden höhlen die Beere im Inneren aus. Was zur Folge hat, dass nur mehr die mit Rebkernen gefüllte Beerenhülse übrig bleibt.
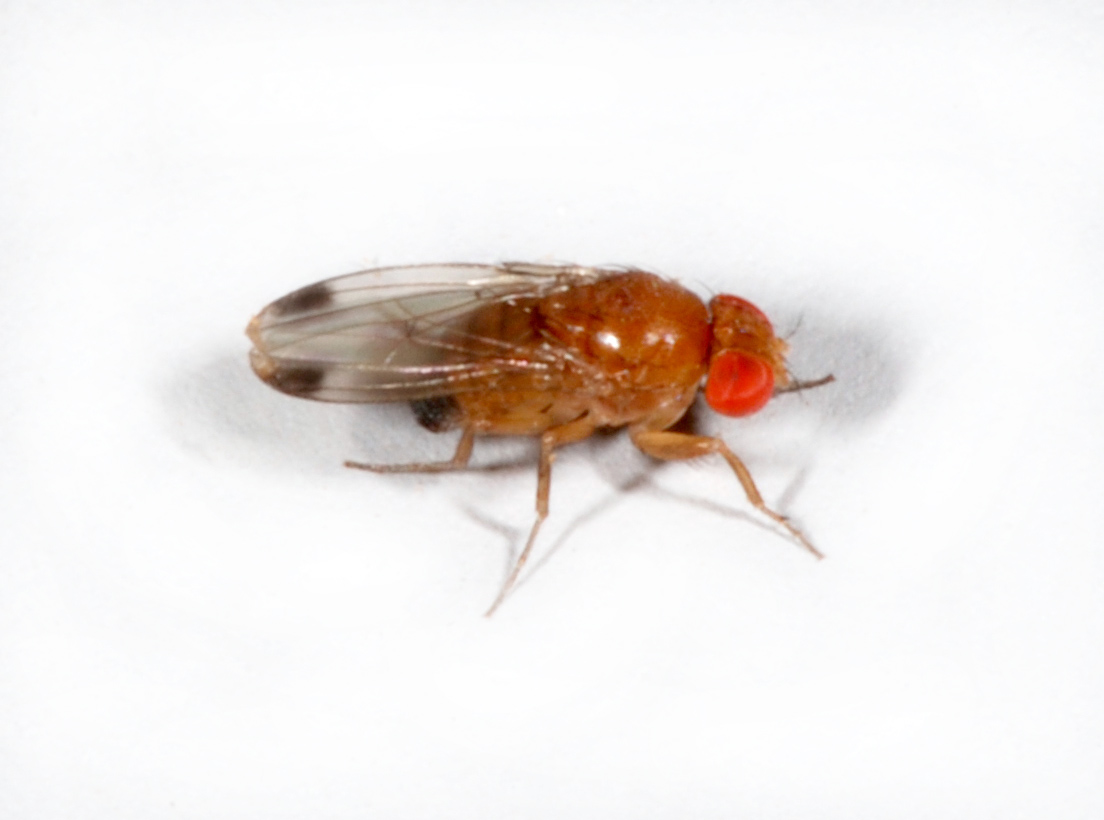
Kirschessigfliege (Drosophila suzukii) Männchen. Häufige milde Winter begünstigen die Überwinterung dieses neuen Schädlings, welcher verschiedenen Rotweinsorten befällt.
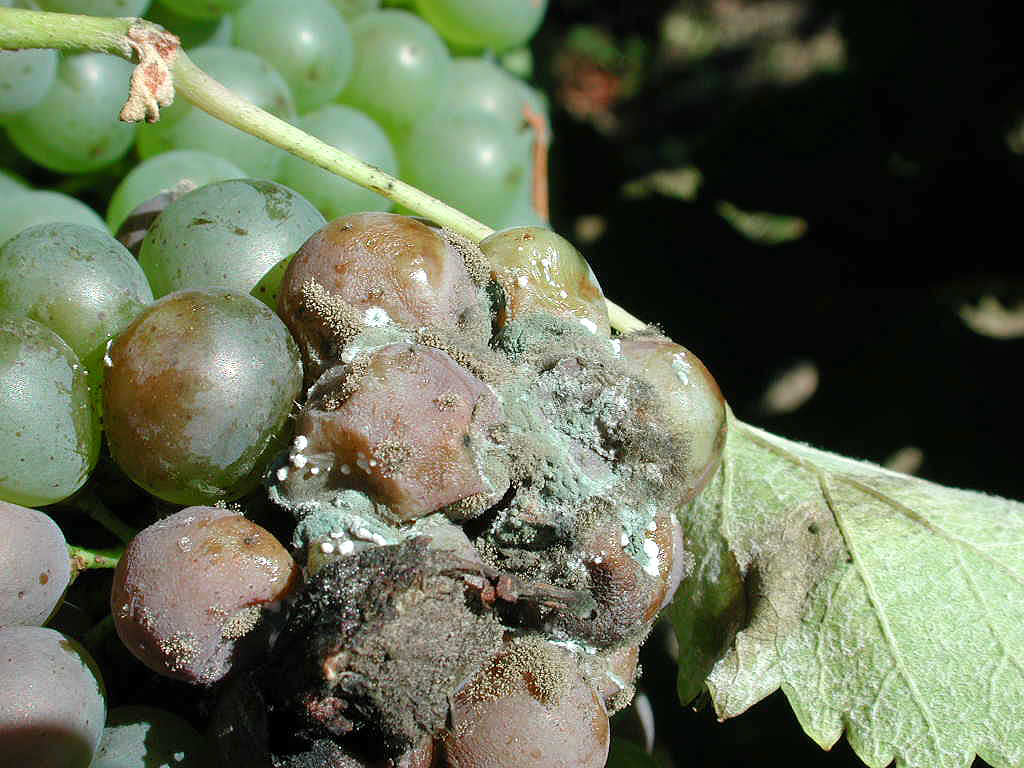
Grünfäule auf einer Traube. Die gesamte oder Teile der Traube müssen vor der Verarbeitung entfernt werden.

## Anpassungsstrategien
Den negativen Auswirkungen der globalen Erwärmung kann mit verschiedenen Maßnahmen mehr oder weniger gut und zum Teil gar nicht entgegengewirkt werden. Eine einfache Lösung gibt es nicht. Es können bestimmte Maßnahmen in einem Jahr als vorteilhaft, aber in anderen Jahren nachteilig wirken. Der Winzer ist mehr als früher gefordert, sich den jährlich unterschiedlichen Situationen anzupassen. Es folgen nach Extremjahren bei Temperatur und Niederschlägen wieder Jahre mit gegenteiligen Werten.

### Anlage eines Weingartens
Die Rebe ist eine mehrjährige Kulturpflanze. Ein Weingarten wird rund 30–40 Jahre genutzt. In diesem Zeitraum ist eine Anpassung an die sich langsam veränderte globale Erwärmung bei der Sorten- (mit Umveredlung möglich) und Unterlagenwahl oder bei der Anreicherung des Unterbodens mit Nährstoffen nicht mehr möglich. Hier kann der Winzer nicht flexibel sein, sondern nur bei Neuanlagen eines Weingartens. Bei der Errichtung eines neuen Weingartens werden grundlegende Entscheidungen getroffen, die innerhalb der Nutzungsdauer nicht oder nur sehr schwierig geändert werden können.

#### Nährstoffversorgung
Bei einer Neuanlage auf Trockenstandorten ist es besonders wichtig, für eine ausreichende Anreicherung mit Nährstoffen zu sorgen. Die Nährstoffe sollen in tiefere Bodenschichten eingebracht werden.
Eine harmonische Nährstoffversorgung des Bodens mit einer guten Humusversorgung ist die Voraussetzung für eine gute Entwicklung der Reben gerade in zunehmenden Stresssituationen. Mit Wasserstress wird die Aufnahmemöglichkeit an Nährstoffen reduziert. Der Nährstoff Kalium hat bezüglich der Wasserversorgung eine Schlüsselstellung in der Rebe. Schon leichter (verdeckter) Kaliummangel erhöht den Wasserverbrauch. Es ist daher eine optimale Kaliumversorgung im gesamten Wurzelhorizont wichtig, um bei vermehrt auftretendem Wasserstress diese Zeit besser zu überstehen. Gerade in den Sommermonaten, also in der Zeit der Traubenreife, steigt der Kaliumbedarf deutlich an, und sommerliche Trockenperioden können den Reifungsprozess der Trauben mehr oder weniger ungünstig beeinflussen.

#### Sortenwahl
Bei der Sortenwahl ist die Vermarktungsfähigkeit von entscheidender Bedeutung. Dieses Kriterium wird sich in der näheren Zukunft nicht ändern. Ein Sortenwechsel in einer bestehenden Anlage ist mit der Umveredlung möglich. Bei der Auswahl nach der Trockenresistenz gibt es sowohl bei Rotwein- als auch bei Weißweinsorten Unterschiede. Cabernet Sauvignon und Chardonnay sind beispielsweise weniger empfindlich auf Trockenstress als Zweigelt und Grüner Veltliner. Trockenstress kann am besten mit Bewässerung entgegengewirkt werden. Bei der Trockenresistenz einer Rebsorte spielt noch die Kombination mit der Unterlagsrebe eine entscheidende Rolle.
Eine gewisse Reifeverzögerung kann mit der Klonwahl erreicht werden. Beispielsweise können lockerbeerigere Klone bei der Sorte Blauer Burgunder (Spätburgunder), der Klon Mariafeld M1 oder die Freiburger L-Klone aufgrund ihrer höheren Erträge später gelesen werden. Der wichtigste Vorteil der lockerbeerigen Klone zeigt sich in der verbesserten Traubengesundheit in Form der geringeren Fäulnisanfälligkeit. Derzeit wird an vielen Versuchsanstalten nach solchen Klonen gesucht. Für die Betriebe stehen aber vom Großteil der Sorten noch keine lockerbeerigen Klone zur Verfügung. Das Ziel einer Lockerbeerigkeit wird nicht bei allen Sorten erreicht werden können. Neuzüchtungen geben auch ein gewisses Potenzial in Richtung Trockenheitsresistenz, Lockerbeerigkeit und Krankheitswiderstandsfähigkeit.

#### Unterlagenwahl
Galt es früher mit der Wahl der Unterlagensorte die Reife der Edelsorte zu verfrühen, sucht man heute eher eine Kombination, die die Reife verzögert. Entscheidend dabei ist die Trockenresistenz der Unterlagensorte.
Das Angebot an Unterlagssorten ist groß, und für verschiedene Standortsverhältnisse gibt es spezielle Unterlagensorten. Mit den heute in Österreich und Deutschland verwendeten Unterlagensorten kann keine Verzögerung der Reife erreicht werden. Die heute in südlichen Gebieten verwendeten Unterlagensorten der Kreuzung Vitis Berlandieri x Vitis Rupestris wie Richter 110, Paulsen 1103, 140 Ruggeri ermöglichen eine Reifeverzögerung. Diese Unterlagensorten haben in Deutschland noch keine Zulassung. In Österreich ist diesbezüglich die Verwendung an keine Zulassung gebunden. Diese Unterlagensorten sind trockenheitstoleranter, haben ein höheres Wasseraneignungsvermögen und sind damit den sich verändernden Klimabedingungen besser angepasst. Nachteilig sind das oft sehr kräftige Wachstum und das Fehlen langjähriger Erfahrungen in nördlichen Anbaugebieten auf verschiedenen Bodenverhältnissen. Gute Eignung in Richtung einer hohen Trockenheitstoleranz haben die Unterlagensorten Börner und Fercal die aber nicht zur Gruppe der Vitis Berlandieri x Vitis Rupestris Kreuzungen zählen.

#### Erziehungssystem
Das Reberziehungssystem muss verschiedenen Aufgaben gerecht werden. Aus Kostengründen stand in den letzten Jahrzehnten die Mechanisierung im Vordergrund. Eindeutig ist, dass Systeme, wo die Traubenzone sehr bodennah gezogen wird, die Traubenreife früher eintritt. Mit der globalen Erwärmung kann die Traubenzone in nördlicheren Anbaugebieten höher angeordnet werden. Das ist auch von Vorteil in Richtung eines geringeren Auftretens von Fäulnispilzen.
Reifeverfrühend oder -verzögernd wirkt die Ertragshöhe. Alle Maßnahmen, die den Ertrag reduzieren, wirken reifefördernd.
Erziehungssysteme, die durchschnittlich hohe Erträge leisten, wie z. B. die Minimalschnitterziehung, haben eine reifeverzögernde Wirkung.

### Pflegearbeiten
Eine Reihe von qualitätsfördernden Maßnahmen, wie die Ertragsregulierung, moderate Teilentblätterung, der Einsatz von Phytohormonen, kurzer Rebschnitt, Gestaltung eines optimalen Blatt-Frucht-Verhältnisses, sind reifefördernd. In Zukunft werden reifeverzögernde Maßnahmen gefragt sein. Die genannten Pflegearbeiten wären nach heutiger Sicht in Zukunft kontraproduktiv.

#### Laubarbeiten
Durch den fortschreitenden Klimawandel haben sich die Aufgaben und Ziele der Laubarbeit nicht grundsätzlich geändert. Das Erreichen dieser Ziele erfordert jedoch teilweise ein anderes Vorgehen als bisher. Was gegen Ende des vorigen Jahrhunderts gut und optimal war, erfordert durch die zunehmende klimatische Variabilität eine entsprechende jährliche Anpassung. Das Optimale von damals ist nicht unbedingt das Zweckmäßige von heute. Besonders wichtig ist ein frühes moderates Auslichten der Traubenzone 1–3 Wochen nach der Blüte. Erschwerend dabei ist die zunehmende Witterungsvariabilität. Sie erschwert ein fachgerechtes Vorgehen.
Gegen Sonnenbrand sind Beeren weniger gefährdet, wenn diese bald nach der Blüte freigestellt werden. Die UV-Strahlung führt zu einer Verdickung der Beerenkutikula und lässt die Wachsschicht anwachsen. Die Wachsschicht schützt die Beeren vor der UV-Strahlung. In der Zeit der raschen Beerenentwicklung – die hohen Temperaturen beschleunigen die vegetative und generative Entwicklung – kann der vorhin genannte Effekt samt Einlagerung von Flavonoiden zu gering sein und es können trotz frühzeitiger Freistellung Sonnenbrandschäden auftreten. Es soll daher die Traubenfreistellung frühzeitig und sehr moderat erfolgen, auf der Ostseite der Laubwand (bei Nord-Süd-Zeilung) und nordseitig bei Ost-West-Zeilung, um die Trauben vor den höchsten Tagestemperaturen zu schützen. Diese Vorgangsweise ist gerade bei Weißweinsorten sehr wichtig.
Da eine frühe Teilentblätterung der Traubenzone eher reifefördernd wirkt, kann eine intensive späte Entblätterung (ES 75 bis ES 81) die Reife verzögern. Dabei wird zusätzlich das Auftreten von Fäulnispilzen reduziert.
Zu starke Entblätterung wirkt sich positiv hinsichtlich Botrytisbefall aus, aber sehr nachteilig bei Weißweinsorten auf Veränderung der Aromen. Beispielsweise bekommt der Silvaner rauchige Aromen durch hohen Zimtsäuregehalt und Riesling eine Petrolnote.

#### Bodenpflege
Ausgehend von den Ausführungen unter Punkt Bodenwasserhaushalt ergibt sich durch die starke Zunahme der potenziellen Verdunstung im Juli und August ein verstärkter Anpassungsbedarf des Bodenpflegesystems an die Standortsverhältnisse. Auch hier gilt, was vor zwanzig und mehr Jahren problemlos funktionierte, geht heute nicht mehr. Gegen Ende des vorigen Jahrhunderts hat sich die Begrünung in verschiedenen Varianten flächendeckend in den nördlichen Weinbauländern durchgesetzt. Ab Ende des vorigen Jahrhunderts musste man die Bodenpflege mehr oder weniger, je nach Niederschlagssituation und gegebenen Bodenverhältnissen, an die geänderte klimatische Situation anpassen. Eine Begrünung ist so weit zu reduzieren, ausgenommen wenn eine Bewässerungsmöglichkeit besteht, bzw. in ihrer Entwicklung einzuschränken, damit der Wasserverbrauch der Begrünungspflanzen möglichst gering, aber andererseits noch genügend Vorteile einer Begrünung (Erosionsschutz, Humusanreicherung u. a.) erhalten bleiben. Gerade bei Weißweinsorten muss darauf geachtet werden, da diese Sorten bei Wasserstress mit schlechter Weinqualität reagieren.
Die Zufuhr von organischer Substanz (Humusdünger) zur Humusanreicherung (Erhöhung der Wasserspeicherkapazität) und Bodenabdeckung mit geeigneten Materialien (z. B. Stroh) ist heute wichtiger als früher. Oft scheitern diese Möglichkeiten, da sowohl Stroh und andere organische Materialien in den intensiven Rebanbaugebieten nicht vorhanden/oder ungenügend sind, um alle Flächen ausreichend versorgen zu können.
Mittels Bodenabdeckung mit verschiedenen organischen Materialien (Stroh, Grünguthäcksel, Rindenmulch) kann eine gewisse Verzögerung der Reife herbeigeführt werden. Diese Materialien verbessern die Bodenstruktur, die Durchwurzelbarkeit und die Nährstoffversorgung, und was heute sehr wichtig ist, es wird die Wasserspeicherfähigkeit des Bodens langfristig verbessert.

#### Pflanzenschutz
Dem geänderten Auftreten von Schadorganismen ist mit angepassten Pflanzenschutzmethoden entsprechend entgegenzuwirken. Besonders wichtig ist die Bekämpfung von Fäulnispilzen.
Eine Reifeverzögerung mit bestimmen Pflanzenschutzmitteln ist im Sinne einer sachgerechten Anwendung der Pflanzenschutzmittel nicht möglich.

### Kellerwirtschaftliche Maßnahmen
Exzellente Weine kann man nur aus besten Trauben machen.

#### Lese
Traubeneigene Abläufe, d. h. Umwandlung bzw. Abbau verschiedener Inhaltsstoffe, sind von der Temperatur abhängig. Es muss daher an heißen Tagen die Traubenlese in den kühlen Nacht- oder Morgenstunden erfolgen. In südlich gelegenen Anbaugebieten wird das schon längere Zeit praktiziert.
Sofortige Kühlung der eingebrachten Trauben ist eine weitere Möglichkeit.
Mit gehäuftem Auftreten von Trockenstress verändert sich die Traubenqualität. Die Trauben unterliegen einer Notreife. Solch verarbeitete Trauben haben in der Folge in der Analytik und Sensorik Probleme im späteren Wein.

#### Traubensortierung
Aufgrund des Auftretens von Grün- und Essigfäule und sonstiger Fäulnispilze ist die Notwendigkeit der Traubensortierung in Zukunft verstärkt notwendig. Diese Arbeit wird sowohl bei der Lese im Weingarten oder vor der Verarbeitung im Keller durchgeführt. Es gibt verschiedenste Trauben- oder Beerensortiersysteme.

#### Pressung
Erhöhte Gerbstoffgehalte in der Beerenschale sollen einerseits eine gute Extraktionsvermeidung durch besonders schonende Verarbeitung erfahren, andererseits eine zeitgerechte und optimale Gerbstoffbehandlung im Most.
Hohe Temperaturen bei der Traubenernte fördern die Umwandlung bzw. den Abbau verschiedener Inhaltsstoffe der Beeren. Bestimmte Sortenaromen sind sehr oxidationsempfindlich, wie z. B. bei Sauvignon Blanc. Maßnahmen, die die traubeneigenen Abläufe verlangsamen, sind daher besonders wichtig.
Eine reduktive Verarbeitung ist bei empfindlichen Sorten anzustreben. Maßnahmen zur Erhaltung bzw. positiven Beeinflussung der Aromatik, wie die kühle Vergärung, sind qualitätsentscheidend.

#### Anreicherung
Trauben erreichen durch die globale Erwärmung fast in allen Jahren einen ausreichenden Zuckergehalt, sodass eine Anreicherung mit Zucker nicht mehr erforderlich ist. Früher wurde die Anreicherung fast jährlich durchgeführt. Die heute durchschnittlich höheren Zuckergehalte der Trauben führen zu, nicht immer gewünschten, höheren Alkoholgehalten der Weine. Gute kellerwirtschaftliche Maßnahmen, gekühlte und kontrollierte Gärung, reduzieren zusätzlich Alkohol- und Aromaverluste bei der Gärung. Die Suche nach Hefen, die aus Zucker weniger Alkohol erzeugen, hat eingesetzt. Möglichkeiten des Alkoholentzuges gibt es und diese werden auch, je nach gesetzlicher Regelung, genutzt. Dem gegenüber verlieren Geräte zum Wasserentzug, zur Anhebung des Mostzuckergehaltes, an Bedeutung.

#### Säurekorrektur
War bis Ende des 20. Jahrhunderts die Entsäuerung des Mostes oder Weines in manchen Jahren notwendig, ist das jetzt nur mehr in Ausnahmefällen gegeben. Hingegen ist in sehr frühen Jahren ein Zusatz von Säure notwendig, welches in den wärmeren Anbaugebieten eine kellertechnische Routine ist. Kommt es zu einer zu starken Säurereduktion, kann durch Säurezusatz der Säuregehalt angehoben werden (= Säuerung des Weines). Die Durchführung einer sehr frühen Lese ist keine geeignete Methode zur Erhaltung der natürlichen Säure im Most. Die weinbautreibenden Staaten der EU sind ermächtigt, eine Ausnahmegenehmigung für die Säuerung von Most und Wein zu erteilen, sofern die klimatischen Bedingungen verbreitet niedrige Säuregehalte erwarten lassen.